# بطولة العالم للفورمولا إي 2016–17

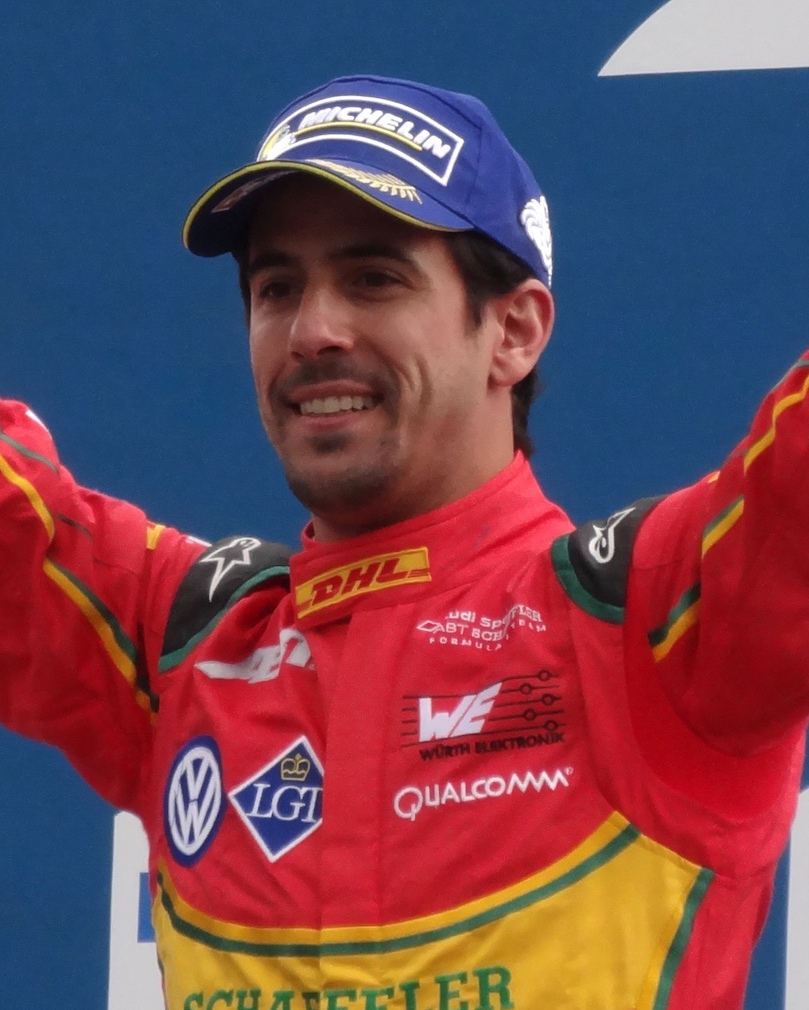
فاز لوكاس دي غراسي ببطولة السائقين.

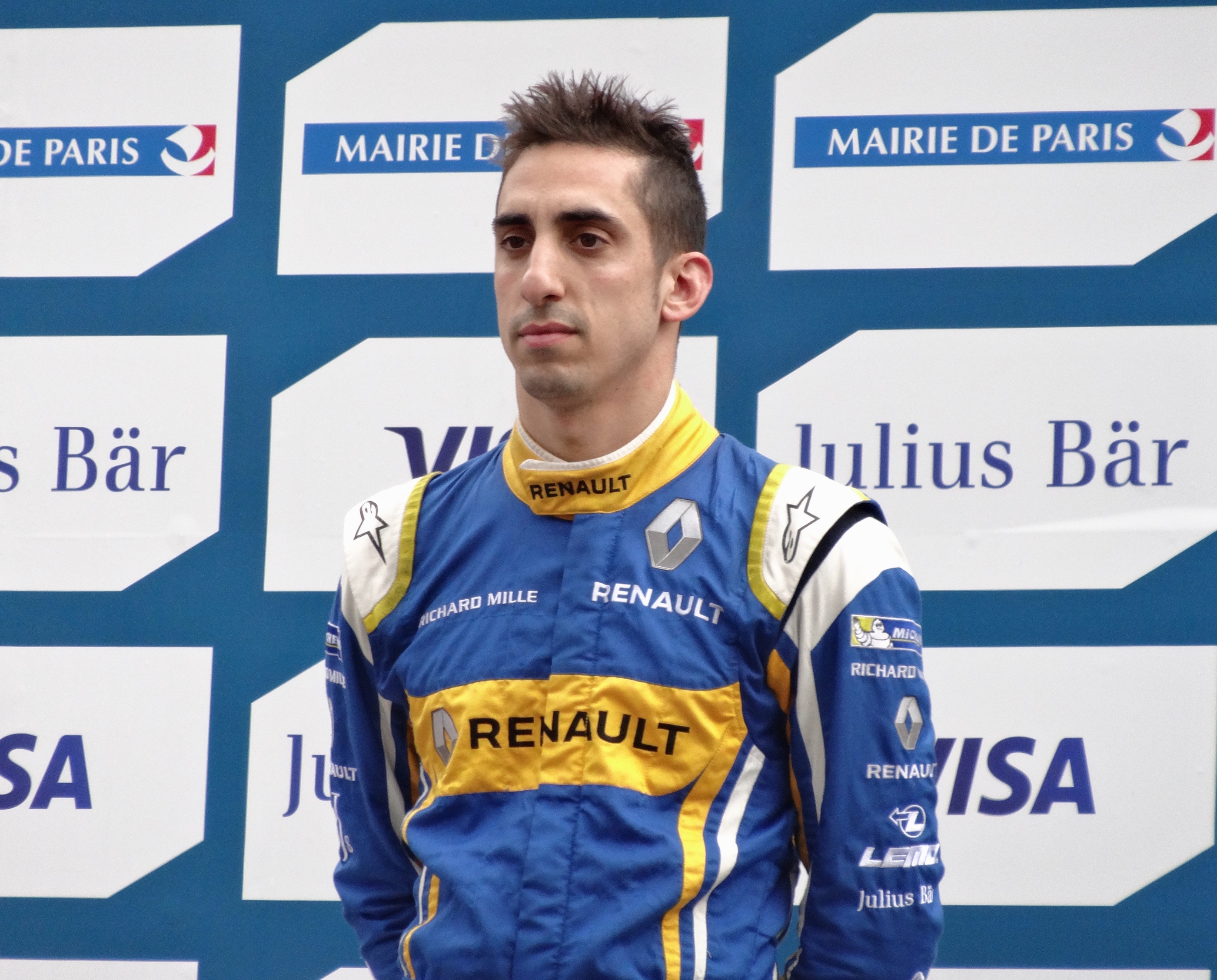
حصل سيباستيان بويمي على المركز الثاني في ترتيب السائقين بفارق 24 نقطة خلف لوكاس دي غراسي.

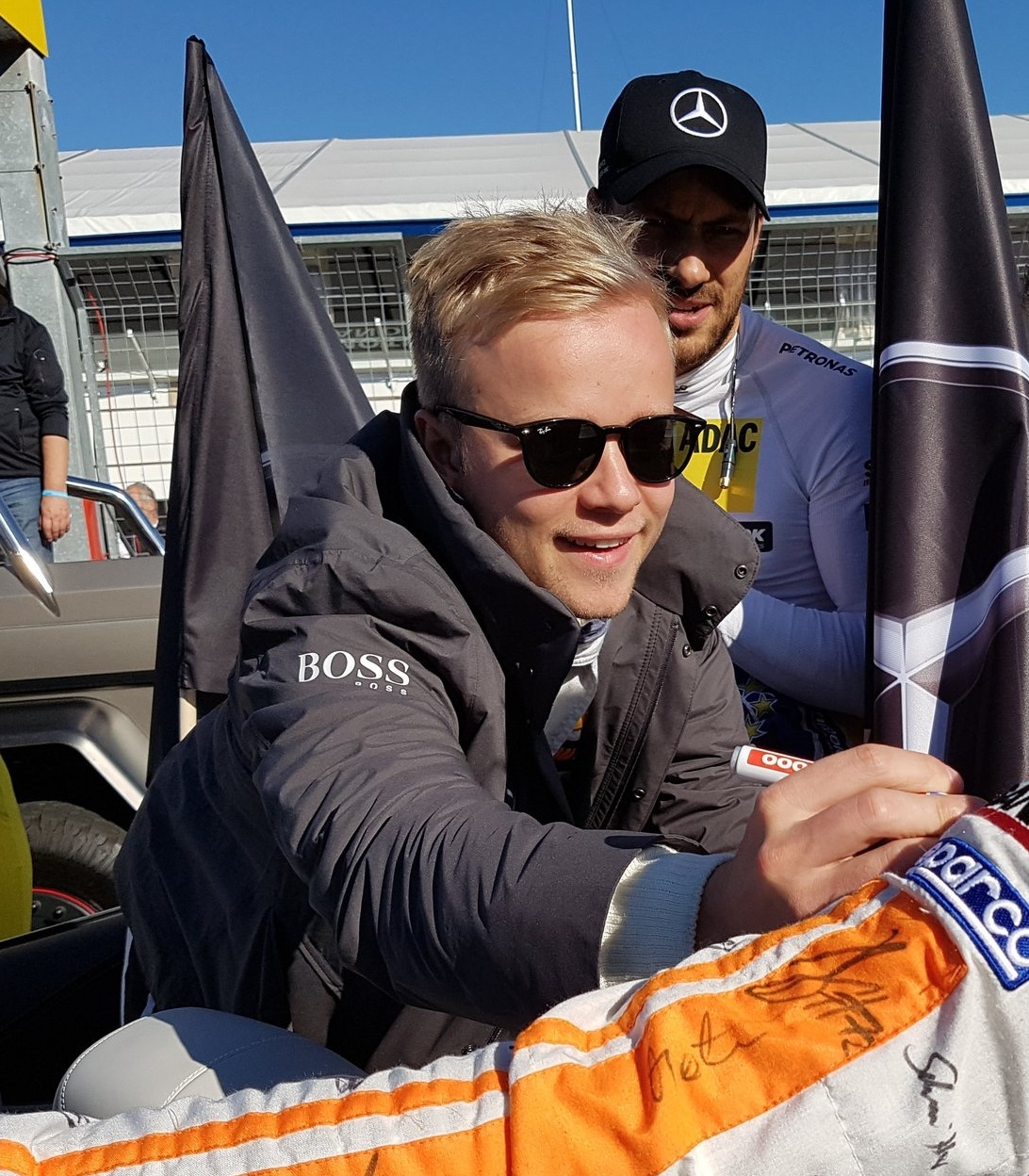
أنهى فيليكس روزنكفيست البطولة بالمركز الثالث في موسمه الأول في الفورمولا إي.

بطولة العالم للفورمولا إي 2016–17 (بالإنجليزية: 2016–17 FIA Formula E Championship)‏ هي الموسم الثالث من بطولة فورمولا إي التي يقيمها الاتحاد الدولي للسيارات، وهي بطولة للسائقين والفرق لسباقات السيارات الكهربائية ذات العجلات المفتوحة، تنافس فيها 25 سائقًا يمثلون 10 فرق، بدأت البطولة في هونغ كونغ في 8 أكتوبر 2016 وانتهت في مونتريال في 30 يوليو 2017.

## الفرق والسائقين
تنافست الفرق العشرة التالية، بالإضافة إلى 25 سائقًا في البطولة،  واستخدمت جميع الفرق شاسيه سبارك [الإنجليزية].
| دي إس فيرجن ريسينغ             | DS Virgin DSV-02       | 2  | سام بيرد                      | كافة الجولات |
| دي إس فيرجن ريسينغ             | DS Virgin DSV-02       | 37 | خوسيه ماريا لوبيز             | 1–8، 11–12   |
| دي إس فيرجن ريسينغ             | DS Virgin DSV-02       |    | أليكس لين                     | 9–10         |
| NEXTEV NIO                     | NEXTEV TCR Formula 002 | 3  | نيلسون بيكيت جونيور           | كافة الجولات |
| NEXTEV NIO                     | NEXTEV TCR Formula 002 | 88 | أوليفر تورفي [الإنجليزية]     | كافة الجولات |
| فنتوري فورمولا إي              | Venturi VM200-FE-02    | 4  | ستيفان سارازين                | 1–6          |
| فنتوري فورمولا إي              | Venturi VM200-FE-02    |    | توم ديلمان                    | 7–12         |
| فنتوري فورمولا إي              | Venturi VM200-FE-02    | 5  | مارو إنجل                     | 1–5، 7–12    |
| فنتوري فورمولا إي              | Venturi VM200-FE-02    |    | توم ديلمان                    | 6            |
| فاراداي فيوتشر دراغون ريسينغ   | Penske 701-EV          | 6  | لويك دوفال                    | 1–5، 7–12    |
| فاراداي فيوتشر دراغون ريسينغ   | Penske 701-EV          |    | مايك كونواي                   | 6            |
| فاراداي فيوتشر دراغون ريسينغ   | Penske 701-EV          | 7  | جيروم دامبروسيو               | كافة الجولات |
| رينو                           | Renault Z.E 16         | 8  | نيكو بروست                    | كافة الجولات |
| رينو                           | Renault Z.E 16         | 9  | سيباستيان بويمي               | 1–8، 11–12   |
| رينو                           | Renault Z.E 16         |    | بيير جاسلي                    | 9–10         |
| آبت سبورتسلاين                 | ABT Schaeffler FE02    | 11 | لوكاس دي غراسي                | كافة الجولات |
| آبت سبورتسلاين                 | ABT Schaeffler FE02    | 66 | دانيال أبت [الإنجليزية]       | كافة الجولات |
| ماهيندرا ريسينغ                | Mahindra M3Electro     | 19 | فيليكس روزنكفيست [الإنجليزية] | كافة الجولات |
| ماهيندرا ريسينغ                | Mahindra M3Electro     | 23 | نيك هيدفيلد                   | كافة الجولات |
| باناسونيك جاغوار ريسينغ        | جاغوار I-Type 1        | 20 | ميتش إيفانز                   | كافة الجولات |
| باناسونيك جاغوار ريسينغ        | جاغوار I-Type 1        | 47 | آدم كارول                     | كافة الجولات |
| تاشيت                          | Renault Z.E 16         | 25 | جان إيريك فيرجن               | كافة الجولات |
| تاشيت                          | Renault Z.E 16         | 33 | ما تشينغهوا                   | 1–3          |
| تاشيت                          | Renault Z.E 16         |    | إستيبان جوتيريز               | 4–6          |
| تاشيت                          | Renault Z.E 16         |    | ستيفان سارازين                | 7–12         |
| إم إس أملين أندريتي فورمولا إي | Andretti ATEC-02       | 27 | روبن فرينز                    | كافة الجولات |
| إم إس أملين أندريتي فورمولا إي | Andretti ATEC-02       | 28 | أنطونيو فليليكس دا كوستا      | كافة الجولات |
| المصدر:                        |                        |    |                               |              |

### تغييرات الفرق

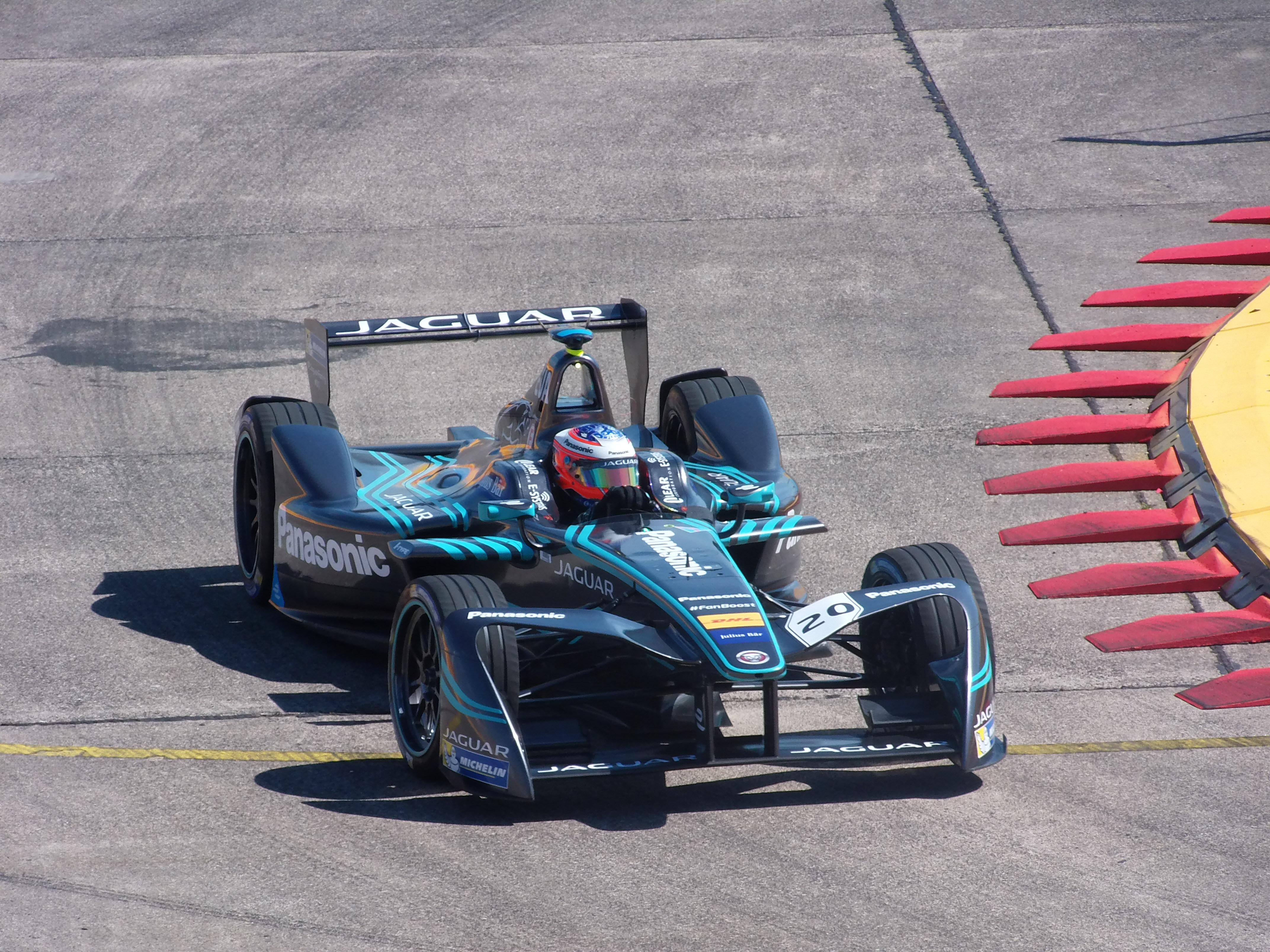
عادت جاكوار إلى سباقات السيارات بعد غياب دام 12 عامًا بالتعاون مع شركة ويليامز إف ون

حدثت العديد من التغييرات في الفَرِيق قَبل بدء الموسم، حيثُ أَعلَنَت شّركَة تَصنِيع السيَّارات جاكوار عودتها إلى سباق السيَّارات في ديسمبر 2015 كفريق عَمَل لأول مرَّة مُنذ انسحابها من فورمولا 1 في نهاية عام 2004، ودخلت هَذِه الرِياضَة بالتّعَاوُن مَع ويليامز إف ون كوسيلة لتوسيع مَجمُوعَة سياراتهم الكهربائيّة. وصنعت رايسينغ دراجون مَجمُوعَة نَقل حَرَكَة خاصَّة بِهَا،  وعقدت شراكَة تقنية مَع شّركَة التِكنولوجيا الأمريكيَّة الناشئة «فاراداي فيوتشر» في يوليو 2016 لأربعة مواسم قادمة.
أَعلَنَت «أندريتي» عَن شراكَة تقنية لمدَّة عامين مَع «بي إم دبليو»،  وأعلن رَئِيس فَرِيق «أجوري أجوري سوزوكي» مغادته للفريق في أبريل 2016، وعن تشاور كبار الموظَّفين حول تغيير مستقبله في الملكيّة،  في الأسبوع السّابِق لسباق «لندن إي بريكس 2016»، أَعلَنَت شّركَة «تشاينا ميديا كابيتال» الصينيَّة للأسهم العامَّة ورأس المال الاستثماري عَن شرائها لِشَرِكَة «أجوري تيم» وأنشأت كيانًا جديدًا بِاِسم «تاشيت». واحتفظ كبار موظَّفي أجوري تيم بمناصبهم مَع تاشيت، ومنهم رَئِيس الفَرِيق مارك برستون.

### تغييرات السائقين

#### المنظمين إلى فورمولا إي وتغيير الفريق

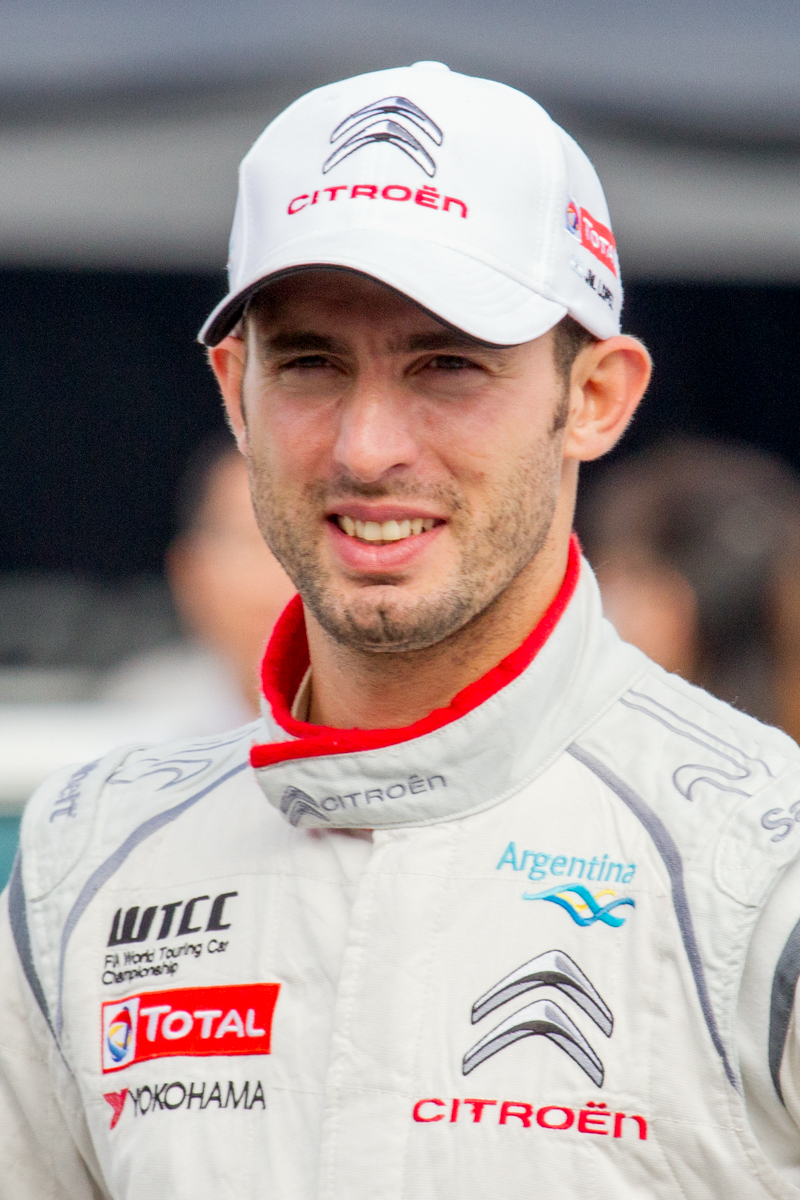
انضم خوسيه ماريا لوبيز إلى السلسلة مع فريق فيرجن ريسينغ، موسمه الأول في المقاعد الفردية منذ عام 2006.

انضم «فيليكس روزينكفيست» الفائز ببطولة الاتِحاد الدوليّ للسيّارات «للفورمولا 3 الأوروبيّة» لعام 2015، والفائز مرتين في «جائزة ماكاو الكبرى» إلى السلسلة مَع ماهيندرا ليشارك نيك هيدفيلد بدلاً من برونو سينا، الّذِي ركَّزَ على بطولة العَالَم لسيارات التحمل في عام 2017،  وحل المدافع عَن بطل كأس العَالَم في «بطولة فيا جي تي» مارو إنجل، محل مايك كونواي الّذِي غادر فورمولا إي،  وعُين بطل بطولة العالم لسيارات السياحة ثلاث مرات خوسيه ماريا لوبيز في فَرِيق «فيرحن ريسينغ»، وَكَان لوبيز قد شَارَك في سِلسِلَة سباقات السيَّارات ذَات المقعد الواحد مِثل جي بي 2 مَع فَرِيق «سوبر نوفا رايسينغ»، وشارك في الاختبارات العرضية لفريق فورمولا 1 «رينو» في عام 2006.
ترك «جان إيريك» فَرِيق «فيرجن ريسينغ» في 4 يوليو،  ووقع مَع فَرِيق «تاشيت» بَعد ثلاثة أيام، وانضم إليه «مَا تشينغهوا»،  بينما انضم «أنطونيو فيليكس دا كوستا» إلى فَرِيق أندريتي ليحل محل سيمونا دي سيلفسترو الّتِي انتقلت إلى شّركَة نيسان موتورسبورت في بطولة السوبر الأستراليَّة عام 2017. وأعلنت جاكوار عَن سائقيها بَعد جلسة اختبار مَا قَبل الموسم في دونينجتون بارك،  وهم آدم كارول، وميتش إيفانز،  وسائقهما الاحتياطي ثلاث مرات هو-بَين تونغ.

##### تغييرات منتصف الموسم
شهد الموسم خمسة تغييرات في السائقين، كَان أولها سائق فَرِيق «هاس إف 1» السّابِق استيبان غوتييريس الّذِي دخلَ فورمولا إي في يناير 2017 ليحل محل «مَا كينغ هوا» الّذِي بقي في «فَرِيق تيكيتاه» كسائق ثالث. لَم يشارك «لويك دوفال» و«مارو إنجل» في «باريس إي بريكس» بسبب التزام شّركَة «دويتشه تورنفاغن ماسترز» في يورو سبيد واي لوساتيا وتمَّ استبدالهما بسائق تويوتا للتحمل «مايك كونواي» و«سيريس توم ديلمان».
غادر ستيفان سارازين فَرِيق فينتوري لينظم إلى فَرِيق تيشيتاه ليحل محل «استيبان غوتيريز»، الّذِي شَارَك في «سِلسِلَة إندي كار» بديلًا عَن السائق المصاب سيباستيان بورديه،  وحل محله «ديلمان» في فَرِيق فنتوري لبقية الموسم. وطُلب من «خوسيه مَارِيًّا لوبيز»، وسيباستيان بويمي إعطاء الأولويَّة لبطولة العَالَم للتحمل التّابِعَة للاتحاد الدوليّ لرياضة السيَّارات، وحل محلهما بيير جاسلي «بطل سِلسِلَة جي بي 2 لعام 2016»، وسائق سوبر فورمولا.

## تقويم الموسم
| الجولة  | السباق                          | البلد            | المسار                                     | التاريخ        |
| ------- | ------------------------------- | ---------------- | ------------------------------------------ | -------------- |
| 1       | هونج كونج إي بريكس              | هونج كونج        | حلبة هونج كونج المركزية هاربورفرونت        | 9 أكتوبر 2016  |
| 2       | مراكش إي بريكس                  | المغرب           | حلبة السيارات الدولية للسيارات مولاي الحسن | 12 نوفمبر 2016 |
| 3       | بوينس آيرس إي بريكس             | الأرجنتين        | حلبة شارع بويرتو ماديرو                    | 18 فبراير 2017 |
| 4       | مكسيكو سيتي إي بريكس            | المكسيك          | حلبة هيرمانوس رودريغيز                     | 1 أبريل 2017   |
| 5       | موناكو إي بريكس                 | موناكو           | حلبة موناكو                                | 13 مايو 2017   |
| 6       | باريس إي بريكس                  | فرنسا            | حلبة شارع باريس                            | 20 مايو 2017   |
| 7       | برلين إي بيريكس، السباق 1       | ألمانيا          | حلبة شارع مطار تمبلهوف                     | 10 يونيو 2017  |
| 8       | برلين إي بريكس، السباق 2        | ألمانيا          | حلبة شارع مطار تمبلهوف                     | 11 يونيو 2017  |
| 9       | نيويورك سيتي إي بريكس، السباق 1 | الولايات المتحدة | حلبة شارع بروكلين                          | 15 يوليو 2017  |
| 10      | نيويورك سيتي إي بريكس، السباق 2 | الولايات المتحدة | حلبة شارع بروكلين                          | 16 يوليو 2017  |
| 11      | مونتريال إي بريكس، السباق 1     | كندا             | حلبة شارع مونتريال                         | 29 يوليو 2017  |
| 12      | مونتريال إي بريكس السباق 2      | كندا             | حلبة شارع مونتريال                         | 30 يوليو 2017  |
| المصدر: |                                 |                  |                                            |                |

### تغييرات التقويم

#### السباقات الجديدة والعائدة

زارت فورمولا إي مراكش لأول مرة في الموسم الذي شهد السباق الافتتاحي في القارة الأفريقية.

نشأت فكرة «سباق هونغ كونغ» لأول مرَّة في عام 2013، عَندَمَا زار فَرِيق التصميم المدينة، وَكَان من المقرر إقامَة السباق فِيهَا في موسم 2014-15، قَبل مفاوضات الجدول الزمني والمُوافقة عليه من السُلطات المحَلِية،  وَفِي أكتوبر 2015 أعلن الرّئِيس التّنفِيذِي والمؤسِس لِشَرِكَة فورمولا إي أليخاندرو عجاج في مُؤتَمَر صحفي في «سنترال هاربور فرونت سبيس» أن «هونغ كونغ إي بريكس» قيد المُراجعة من قَبل الاتِحاد الدوليّ للسيّارات. وَفِي فبراير 2016 أعلن «ستيفان رو» المنظم الرَئِيسيّ لبطولة العَالَم للسيّارات السياحيّة، للصحافة المحَلِية أن الاتِحاد حريص على تَنظِيم سباق في شوارع مراكش في «المُستقبل القريب»،  وَفِي سبتمبر 2016 تم تَأكِيد إقامَة كلًا السبَّاقين في النسخة النهائيَّة لتقويم الموسم في اِجتِمَاع لِلمَجلِس العالميّ لرياضة المحرّكات.
أعادت السلسلة سباق موناكو إي بريكس لموسم 2016-17، بَعد استبعادها الموسم السّابِق بسبب تعارضها مَع سباق «جائزة موناكو الكبرى»،  وَفِي ديسمبر 2016 صوت مسؤولو مَدِينَة برلين ضدَّ إقامَة إي بريكس، ممَّا دَفع منظمي السباق للبحث عَن مكان بديل،  وَبَعد التّشَاوُر مَع سلطات المدينة أُعلنت السلسلة إقامَة السباق في مطار تمبلهوف.

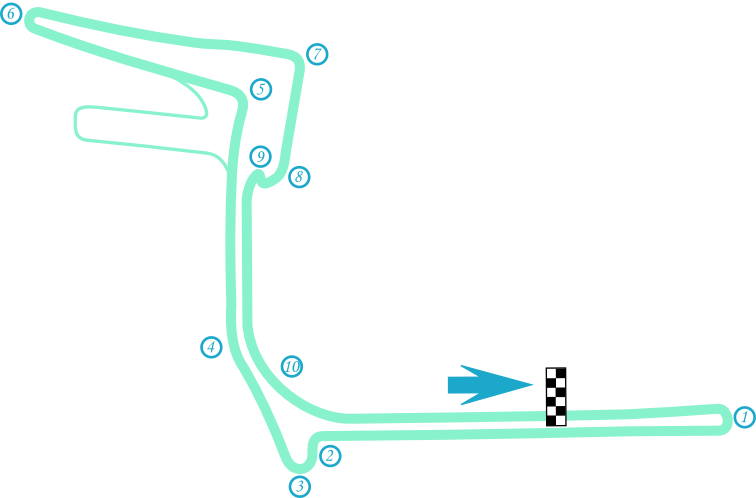
أقيم سباق فورمولا إي لأول مرة في مدينة نيويورك، وهو أول سباق سيارات يقام في المدينة منذ عام 1896.

في مارس 2014 أعلن فورمولا إي أنَّها تبحث مَع سلطات مَدِينَة نِيُويُورك إقامَة سباق سيارات،  وَفِي 21 سبتمبر 2016 أعلن المسؤولون أن «مَدِينَة نِيُويُورك إي بريكس» سَتَعقِد في «حلبة بروكلين» الطويلة في حي ريد هوك بروكلين. وأعلن عمدة مونتريال «دينيس كودري» في سبتمبر 2014 أنَّه ناقش مَع رَئِيس الاتِحاد الدوليّ للسيّارات جيان تودت إِمكانِيّة إقامَة سباق في المدينة،  وبدأ التخطيط للحدث في يناير 2016.

#### السباقات الملغية
تمت إزالة السباق المخطط لَه في بروكسل بَعد تعذر اتفاق مسؤولي الحُكومة المحَلِية على مَوقِع مناسب لإقامة السباق، حيثُ كَانَت السُلطات المحَلِية تخطط لإقامته في مِنطَقَة «هيسيل بلاتو» شَمَال المدينة، وتراجعت عَن المكان بسبب إقامَة مهرجان المُوسيقى كولور كوفي في اَلمِنطَقَة،  وَلَم تجد السُلطات مكان مناسب، وألغت «إي بريكس» السباق رسميًا في 9 مارس، وترقية «برلين إي بريكس» لسباق مكون من جولتين.
تم إيقاف «لونغ بيتش» بسبب عَدَم التوصل لاتفاق مالي لمواصلة استضافة الحدث،  وألغت السلسلة إقامَة سباق «بونتا دل إستي» بسبب عواقب مماثلة مَع حكومة أوروغواي،  وتمَّ إيقاف سباقات بكين وبوتراجايا لأسباب غير معلنة.

## التغييرات في القواعد
بدأت الجلسة التدريبية الأولى بعد 15 دقيقة لاستيعاب سلسلة سيارات السباق المستقلة «روبوراس» التي عقدت عروض توضيحية خلال الموسم. ومُنح السائق الذي سجل أسرع لفة في السباق نقطة واحدة فقط، لتقليل احتمالية تأثير النقاط الإضافية على الفوز بالبطولة.

## ملخصات السباق

### قبل الموسم
عُقدت جولتي اختبار قَبل الموسم في «دونينجتون بارك» الأولى من 23 إلى 25 أغسطس 2016، والثانيَّة من 5 إلى 7 سبتمبر 2016. وشهدت جلسات الاختبار أوقاتًا سريعة،  وفيها تم اِستِخدام إطارات ميشلان الجَدِيدَة في الظروف الجوية الجافة والرطبة،  وَكَان «سيباستيان بويمي»، و«جان إيريك فيرجني» أسرع سائقين في اليوم الثالث من السباق.

### الجولة 1 - هونغ كونغ

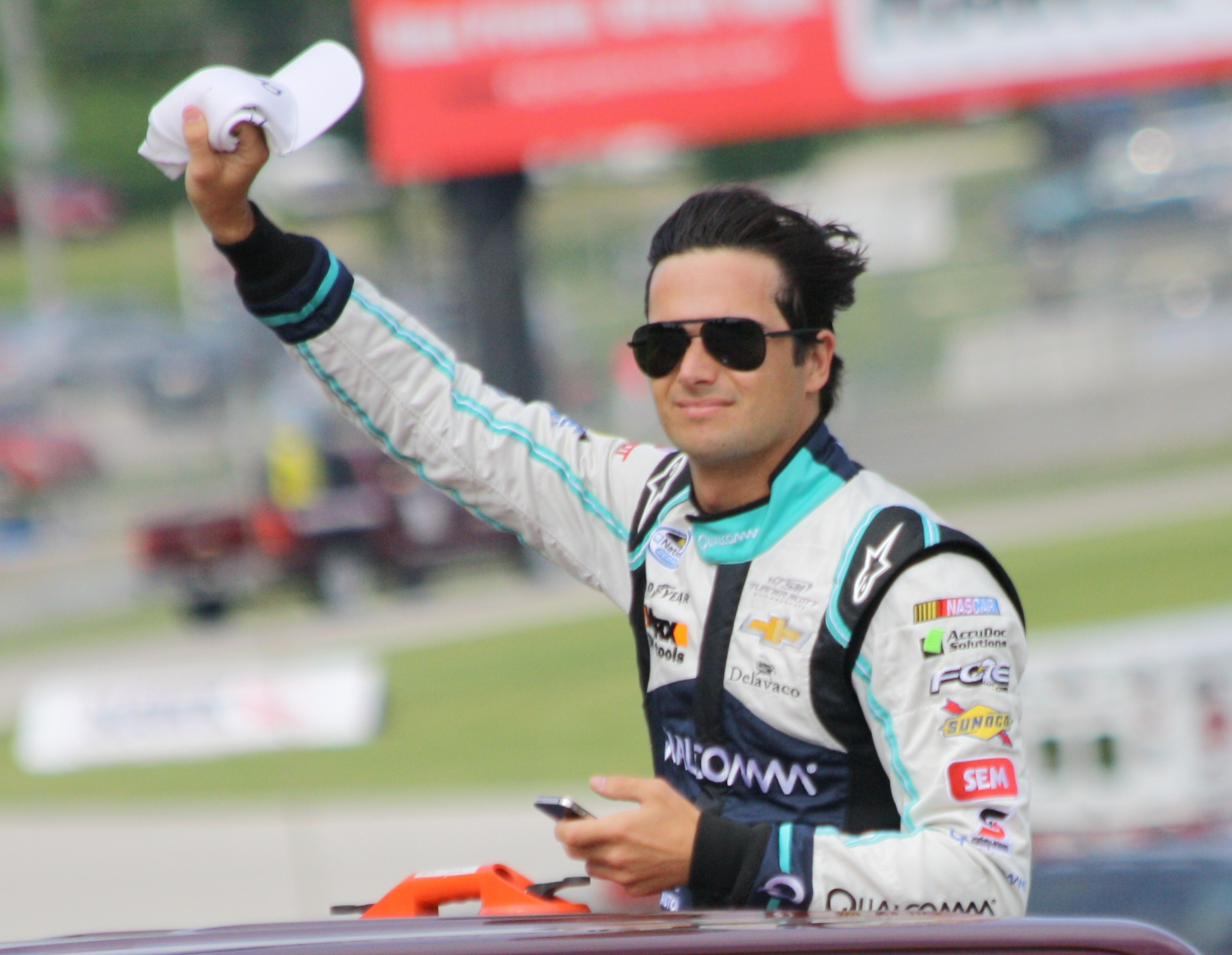
حصل نيلسون بيكيه جونيور على مركز الصدارة في «هونج كونج إي بريكس» واستمر حتى الجولة 17. (الصورة في عام 2013)

تم اختصار الجولة الافتتاحيّة لموسم «هونج كونج إي بريكس» بسبب عدّة حوادث تسببت في عدّة توقفات، حيثُ تمّ إلغاء القسم الأخير من التجارب التأهيلية «السوبر بول» حيثُ تحتاج سيارات البُطولة إلى وَقت محدّد لإكمال الشحن الكهربائي قَبِيل السباق،  ونجح نيلسون بيكيه جونيور في إحراز قطب الانطلاق الأول لأول مرَّة في مسيرته قَبل زميله «أوليفر تورفي» الّذي جاء في المَركَز الثاني،  حيثُ سجّل بيكيه دقيقة و03.132 ثانية أمام زميله أوليفر تورفي، بينما أكمل «خوسيه مَارِيًّا لوبيز وسام بيرد» ترتيب الصف الثاني على شبكة الانطلاق، بَعد أن تقدم على زميله بفارق 0.007 ثانية،  وانسحب بيكيه من بقية الجولة.
صعد بيرد إلى المَركَز الثاني بَعد اجتياز تورفي،  وتجاوز بيكيه عَندَمَا كَان متأخرا بسبب سيارة لوبيز المنكوبة واصطدم بحاجز،  واستطاع إخراج سيارته دُون أضرار،  واختار بَعض السائقين التحول إلى سياراتهم الثانيّة في نهاية الدّورة العِشرين،  وقاد بيرد خمس لفات حتّى خسر مركزه بسبب إشكالية التوقف،  وتقدّم «بويمي» إلى المَركَز الأول و«دي غراسي» إلى المَركَز الثاني.
| المركز | السائق                  | النقاط   |
| ------ | ----------------------- | -------- |
| 1      | سيباستيان بويمي         | 25       |
| 2      | لوكاس دي غراسي          | 18 (−7)  |
| 3      | نيك هيدفيلد             | 15 (−10) |
| 4      | نيكو بروست [الإنجليزية] | 12 (−13) |
| 5      | António Félix da Costa  | 10 (−15) |

| المركز | الصانع              | النقاط   |
| ------ | ------------------- | -------- |
| 1      | رينو إي دامس        | 37       |
| 2      | آبت سبورتسلاين      | 18 (−19) |
| 3      | أندريتي بي أم دبليو | 18 (−19) |
| 4      | ماهيندرا            | 16 (−21) |
| 5      | نيكست إي في نيو     | 7 (−30)  |

### الجولة الثانية - مراكش
في أول سباق فورمولا إي في القارة الأفريقيَّة،  وحصل «فيليكس روزينكفيست» على مَركَز أول المُنطلقين لأول مره في مسيرته المهنيَّة،  بينما حصل «سيباستيان بويمي» على المَركَز الثاني في ترتيب الانطلاق،  وقدّم روزينكفيست انطلاقة جيّدة وحافظ على الصدارة أمام «سام بيرد» وتصدّر 27 لفّة من أصل لفّات السباق البالغة 33 لفة، بينما صدّ «نيلسون بيكيه الابن» هجمات «جون إيريك فيرن» خلفه بِنجاح،  بَعد ذَلِك حقَّقَ «فيليكس روزينكفيست» تقدمًا على «سام بيرد» بخمس ثوان،  وتقدَّم بويمي على زميله «نيكولا بروست» إلى المَركَز السادس، وَخِلَال اللفّة الثّامِنَة تمكّن «جون إيريك فيرن» من تجاوز «نيلسون بيكيه الابن» بَعد طُول انتظار سالباً إياه المَركَز الثالث وبدأ مُنذ ذَلِك الحين بالاقتراب من «سام بيرد» في المَركَز الثاني، في الوَقت ذاته تقدّم بويمي على «نيلسون بيكيه الابن» ليصل إلى المَركَز الرابع، وَمَع اقتراب فَترَة وقفات الصيانة ووصول الطاقة المُتبقية إلى مستويات حرجة،  تجاوز «جون إيريك فيرن» صاحب المَركَز الثاني «سام بيرد» عِند المنعطف الأوّل من اللفّة الخامسة عشر،  وبدأت التوقفات لتغيير السيارة الإلزامي، وَكَان أوّل المتوقّفين روزينكفيست المتصدّر و«جون إيريك فيرن» و«نيلسون بيكيه الابن» خِلال اللفّة السادسة عشر، بينما بقي مُعظم السائقين للفّة إضافيّة،  واستفاد بويمي من التوقّفات ليتقدّم إلى المَركَز الثالث.
استعاد «فيليكس روزينكفيست» المَركَز الأول بَعد التوقفات الإلزاميّة، واحتفظ بمعظم تفوقه لمدَّة أربع ثوان على «جون إيريك فيرن»،  وحصل على المَركَز الثاني، بَعد أن أعلن المراقبون فرض عقوبات على «جون إيريك فيرن» بسبب تجاوزه للسرعة القصوى في خطّ الحظائر، لتتبخّر آماله في المُنافسة على الفوز،  ونتيجة لِذلك ورث بويمي المَركَز الثاني، وَكَان بصدد الاقتراب من روزينكفيست بنسقٍ سريع بَعد أن استخدم الدفعة الإضافيّة «فانبوست» ليتقلّص الفارق بينهما إلى ثانيتين مَع بقاء 7 لفّات على نهاية السباق،  وَكَان لَه قدرٌ إضافيٌ من الطاقة بالمُقارنة مَع السويدي «فيليكس روزينكفيست»،  واستطاع «سيباستيان بويمي» انتزاع المَركَز الأول بسهولة نسبية في اللفة التَالِيَة.
وَفِي اللفة قَبل الأخيرة انتزع «سام بيرد» المَركَز الثاني من «روزينكفيست»، بسبب قيادته البطيئة نظرًا لقدر الطاقة المتبقي في حوزته، وبقي الترتيب على هَذَا النّحو في اللفة الأخيرة، ليحقّق بويمي فوزه الثاني على التوالي في هَذَا الموسم، والثامن في حياته المهنيَّة.
| +/– | المركز | السائق                        | النقاط   |
| --- | ------ | ----------------------------- | -------- |
|     | 1      | سيباستيان بويمي               | 50       |
|     | 2      | لوكاس دي غراسي                | 28 (−22) |
| 1   | 3      | نيكو بروست [الإنجليزية]       | 24 (−26) |
| 8   | 4      | فيليكس روزنكفيست [الإنجليزية] | 19 (−31) |
| 9   | 5      | سام بيرد                      | 18 (−32) |

| +/– | المركز | الصانع              | النقاط   |
| --- | ------ | ------------------- | -------- |
|     | 1      | رينو إي دامس        | 74       |
|     | 2      | آبت سبورتسلاين      | 36 (−38) |
|     | 3      | ماهيندرا            | 36 (−38) |
| 5   | 4      | فيرجن سيتروين       | 19 (−55) |
| 2   | 5      | أندريتي بي أم دبليو | 18 (−56) |

### الجولة الثالثة - بوينس آيرس
أُقيمت التجارب الحرّة الأولى من «بوينس آيرس إي بريكس» في 18 فبراير 2017،  وحقق «لوكاس دي غراسي» مَركَز أول المُنطلقين لأول مرّة في مسيرته في بطولة السيّارات الكهربائيّة «فورمولا إي»،  حيثُ حافظ دي غراسي على الصدارة في بداية الحدث، قَبل ان ينتزع «جون إيريك فيرن» المَركَز الثاني من «سيباستيان بويمي»،  ويتقدّم إلى الصدارة عِند المنعطف الرابع في الجولة الثالثة،  وَبَعد ثلاث لفات تقدم «سيباستيان بويمي» وانتزع المَركَز الثاني من «لوكاس دي غراسي»،  وتقدَّم «سيباستيان بويمي» للمركز الأول، وتراجع «دي غراسي» للمركز الثالث لصالح «أوليفر تورفي»، وتقدَّم «بروست» للمركز الثالث، وسُرعان مَا انتزع دي غراسي المَركَز الثالث بَعد تجاوز جريء، وبدأ «جون إيريك فيرن» صاحب المَركَز الثاني بالاقتراب من المتصدّر «سيباستيان بويمي» الّذِي وَاجَه صُعُوبات في الفرملة،  وقلص الفارق معه إلى ثانيتين، قَبل نهاية السباق بخمس لفّات، وحقق السويسري «سيباستيان بويمي» فوزه الثالث في الموسم، والتّاسع في مسيرته المهنيّة، كما أصبَح أول سائق في فورمولا إي يفوز بثلاث سباقات إي بريكس متتالية.
| +/– | المركز | السائق                        | النقاط   |
| --- | ------ | ----------------------------- | -------- |
|     | 1      | سيباستيان بويمي               | 75       |
|     | 2      | لوكاس دي غراسي                | 46 (−29) |
|     | 3      | نيكو بروست [الإنجليزية]       | 36 (−39) |
| 8   | 4      | جان إيريك فيرجين [الإنجليزية] | 22 (−53) |
| 1   | 5      | فيليكس روزنكفيست [الإنجليزية] | 20 (−55) |

| +/– | المركز | الصانع          | النقاط   |
| --- | ------ | --------------- | -------- |
|     | 1      | رينو إي دامس    | 111      |
|     | 2      | آبت سبورتسلاين  | 60 (−51) |
|     | 3      | ماهيندرا        | 37 (−74) |
| 2   | 4      | نيكست إي في نيو | 25 (−86) |
| 3   | 5      | تكيتاه رينو     | 22 (−89) |

### الجولة الرابعة - مكسيكو سيتي

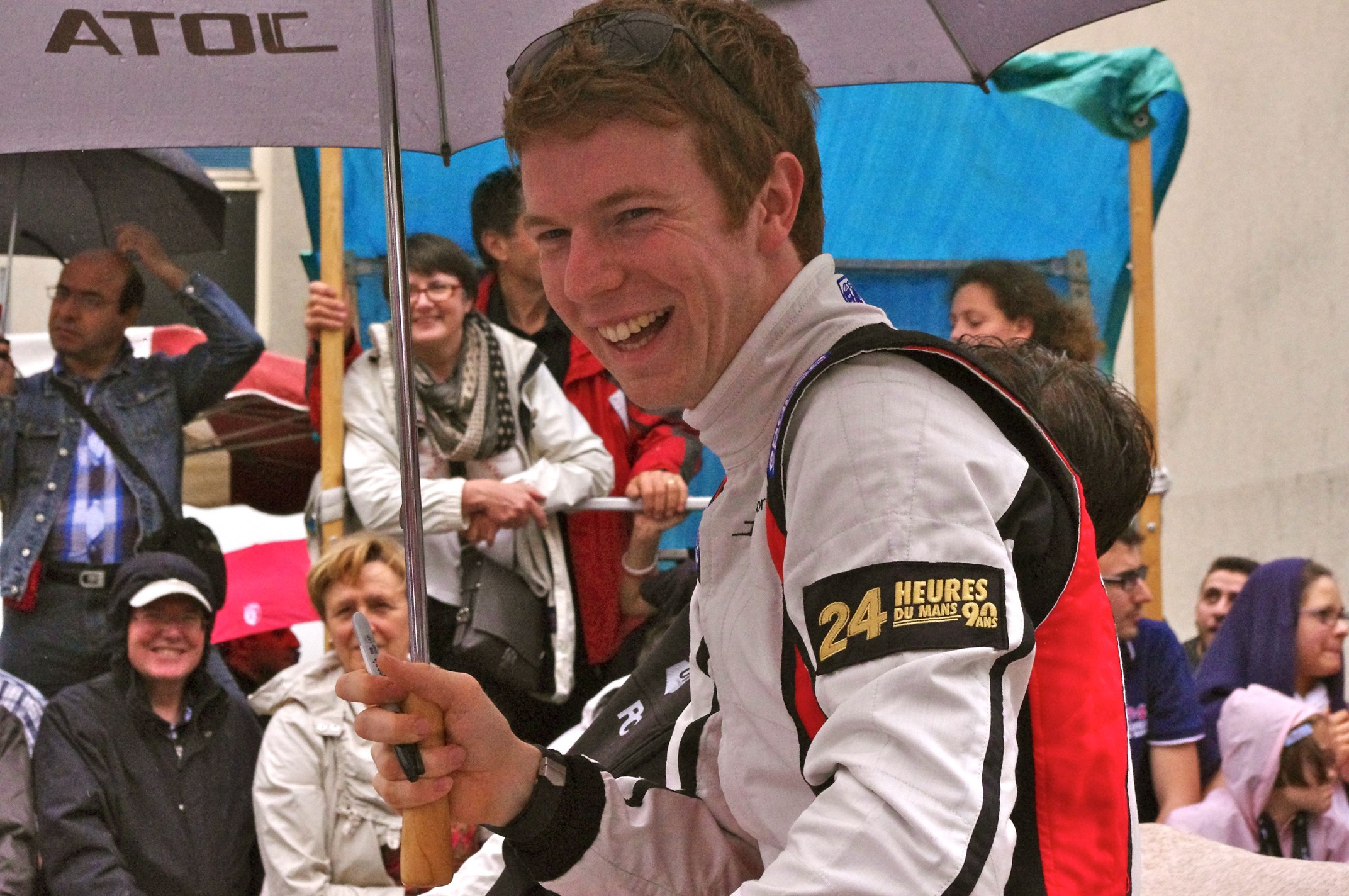
تولى أوليفر تورفي (في الصورة في 2013) مركز أول المنطلقين في "مكسيكو سيتي إي بريكس"

أعلن فَرِيق «تيكيتاه» أن سائق «هاس إف 1» السّابِق «استيبان غوتيريز» سيحل محل «مَا كينغ هوا» في السيارة الثانيَّة للفريق،  حقَّقَ «دانيال أبت» أسرع وَقت في المُنافسات الختاميّة لتحديد ترتيب الخمسة الأوائل، لكنّه وَاجَه عقوبة قاسية بسبب ضغط الإطارات الّتِي كَانَت أقل من الجد الأدنى البالغ 1.60 بار (160 كـبا)، وخفضت العُقُوبات ترتيبه إلى المَركَز الثامن عشر،  أمَّا صاحب المَركَز الثاني في ترتيب الخمسة الأوائل «مارو إنجل»، فَقَد خُفض ترتيبه إلى المَركَز الثاني عشر بسبب تغيير علبة النّقل،  وأصبح «أوليفر تورفي» أول المُنطلقين لأول مره في مسيرته الاحترافيه،  وحافظ أوليفر تورفي على مَركَز الصدارة، بينما فَقَد «جون إيريك فيرن» مركزه الثالث لصالح نيك هايدفلد. واصطدم «نيكولا بروست» بلوكاس دي غراسي مَا تسبّب في تعطيل الحركة ليصطدم مارو إنغل بالسيَّارات البطيئة أمامه، واضطر «لوكاس دي غراسي» للتوقف لاستبدال الجناح الخلفي،  ودخلت سيارة الأمان إلى المسار إلى حِين تنظيفه،  وَبَعد ثلاث لفّات أمضاها محاولًا إعادة تشغيل سيارته، استسلم «أوليفر تورفي» وخرج مِنهَا، لكنّها كَانَت متوقّفة بجانب مخرج خطّ الحظائر، مَا دَفع بإدارة السباق لادخال سيارة الأمان مرّة أُخرى لإبعاد سيارته، وتُصدر «خوسيه مَارِيًّا لوبيز» إلى المَركَز الأول،  واختار «لوكاس دي غراسي» و«جيروم دامبروسيو» التبديل الإلزامي لسياراتهم الثانيَّة في الجولة 18، وأتاح لهم ذَلِك التقدم في المراكز عِند توقف السائقون الآخرون.
تصدر «دي غراسي» و«جيروم دامبروسيو» إلى المركزين الأول والثاني بَين اللفتين 24 و26،  وتوقَّف «فيرن» في نهاية اللفة 24، بينما توقف مُعظم السائقين الآخرين في نهاية اللفّة 25، كما خسر بويمي إلى المَركَز العاشر، وتوقَّفت سيارة لويك دوفال على المسار بسبب مشكلة في البطّارية مَا أدّى إلى دخول سيارة الأمان،  وعادت المُنافسات مجدّدًا في اللفّة التّاسِعَة والعشرون، حيثُ بدأَ فيرن بمحاولات لتجاوز لوبيز، وَفِي اللفة 35 أنزلقت سيارة لوبيز عِند المنعطف الأوّل أَثناء محاولته تجاوز دامبروسيو وتراجع إلى المَركَز الثالث عشر، وتراجع «بويمي» إلى المَركَز السابع عشر لنفس السبب، وتولَّى «لوكاس دي غراسي» الصدارة وحافظ على استِخدامه للطاقة الكهربائيّة بِمَا يكفي لِتَحقِيق النهاية،  وحقق فوزه الأول في الموسم والخامس من مسيرته الاحترافيه.
| +/– | المركز | السائق                        | النقاط   |
| --- | ------ | ----------------------------- | -------- |
|     | 1      | سيباستيان بويمي               | 76       |
|     | 2      | لوكاس دي غراسي                | 71 (−5)  |
|     | 3      | نيكو بروست [الإنجليزية]       | 46 (−30) |
|     | 4      | جان إيريك فيرجين [الإنجليزية] | 40 (−36) |
| 1   | 5      | سام بيرد                      | 33 (−43) |

| +/– | المركز | الصانع             | النقاط   |
| --- | ------ | ------------------ | -------- |
|     | 1      | رينو إي دامس       | 122      |
|     | 2      | آبت سبورتسلاين     | 91 (−31) |
| 3   | 3      | فيرجن سيتروين      | 43 (−79) |
| 1   | 4      | تكيتاح-مجموعة رينو | 41 (−81) |
| 2   | 5      | ماهيندرا           | 37 (−85) |

### الجولة الخامسة - موناكو
نجح «سيباستيان بويمي» سائق فَرِيق إي.دامس في تسجيل أسرع زمن خِلال التجارب الأولى، وإحراز مَركَز أول المُنطلقين لأول مرَّة في هَذَا الموسم،  وشهد السباق لفة أولى نظيفة خَالِيَة من الحوادث الكبيرة، كما حافظ سائقو الصدارة على ترتيبهم يتقدمهم بويمي يليه صاحب المَركَز الثاني «لوكاس دي غراسي»،  ثم «نيلسون بيكيه الابن» في المَركَز الثالث، وحقق «سيباستيان بويمي» فارق زمني قدره ثانية واحدة أمام «لوكاس دي غراسي»،  وَفِي اللفة السابعة ارتطم «سام بيرد» بالحاجز وألحق ضررًا بنظام التعليق، وعُرض عليه علم أسود مَع قرص برتقالي يطلب دخوله مِنَصّة الصيانة لإصلاح السيارة، ولاحظ المسؤولون تضرر جناح «خوسيه مَارِيًّا لوبيز» الخلفي وطُلب منه دخول مِنَصّة الصيانة، ولاحقًا بدأَ كلًا السائقين معركة لتحديد أسرع لفة في السباق. وَفِي اللفة 15 ظهرت ملامح معركة بَين «أبت» و«فرينز»، وتنافُس «نيلسون بيكيه الابن» و«جون إيريك فيرن» على المَركَز الثالث في اللفة التّاسِعَة عشر، وسُرعان مَا خرجت الأُمُور عَن السيطرة في اللفة 21، حِين تعرض الثُّنائِي إلى حادِث دَفع بسيارة الأمان إلى الدخول للمسار، وبدأ السائقون جميعاً باستغلال ذَلِك لتبديل سياراتهم، وانسحب فيرن نتيجة الحادث،  بينما أكمل بيكيه سباقه لكنّه تراجع إلى المَركَز الرابع.
تصدر «سيباستيان بويمي» السباق في الجولة 26، تلاه «لوكاس دي غراسي»، و«نيك هايدفيلد»،  وَبَعد لفة واحدة حقَّقَ «لوكاس دي غراسي» ميزة ثانية واحدة على بويمي، الّذِي حاول تسوية فرق الطاقة الكهربائيّة بينه وبين «لوكاس دي غراسي» بِاستخدام «فانبوست» لِلحِفَاظ على الصدارة،  وضيق «لوكاس دي غراسي» الفجوة مَع إلى نصف ثانية قَبل نهاية السباق بست لفات، ولكنَّه تراجع مرَّة أُخرى،  وتمّكن «سيباستيان بويمي» من صد هجمات «دي غراسي»،  وَتَحقِيق فوزه الرابع في الموسم،  وفوزه العاشر في مسيرته.
| +/– | المركز | السائق           | النقاط   |
| --- | ------ | ---------------- | -------- |
|     | 1      | سيباستيان بويمي  | 104      |
|     | 2      | لوكاس دي غراسي   | 89 (−15) |
|     | 3      | Nico Prost       | 48 (−58) |
|     | 4      | Jean-Éric Vergne | 40 (−64) |
|     | 5      | Sam Bird         | 34 (−70) |

| +/– | المركز | الفريق            | النقاط    |
| --- | ------ | ----------------- | --------- |
|     | 1      | e.Dams-Renault    | 152       |
|     | 2      | آبت سبورتسلاين    | 115 (−37) |
| 2   | 3      | Mahindra          | 60 (−88)  |
| 1   | 4      | Techeetah-Renault | 45 (−107) |
| 2   | 5      | Virgin-Citröen    | 44 (−108) |

### الجولة السادسة - باريس

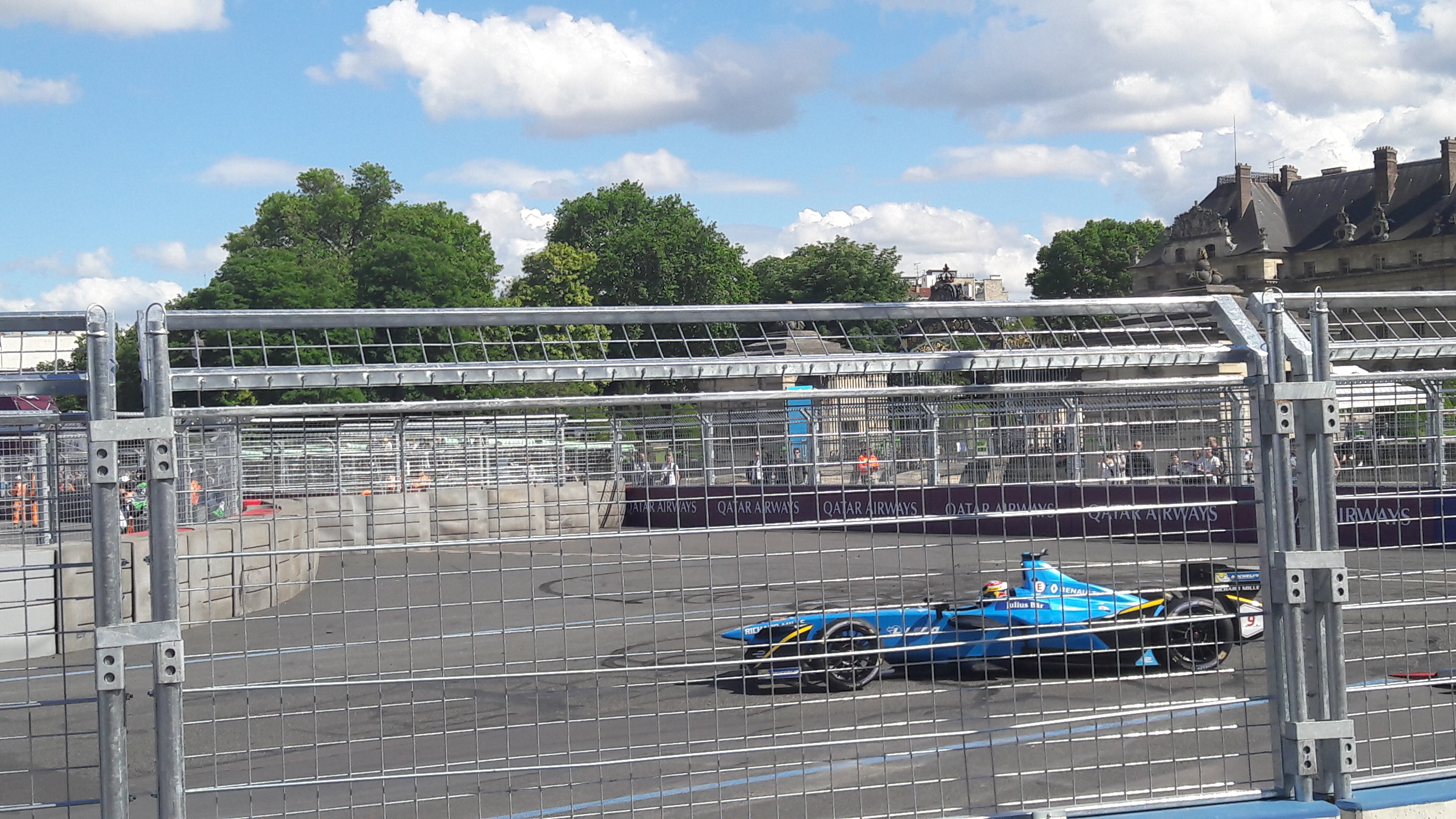
حقق "سيباستيان بويمي" فوزه الخامس هذا الموسم في باريس، ليوسع ميزة بطولة السائقين إلى أعلى مستوى له في الموسم عند 43 نقطة.

غاب «لويك دوفال» و«مارو إنجل» عَن «باريس إي بريكس» بسبب التزام «دويتشه تورنفاغن ماسترز» في يورو سبيد واي لوساتيا، وتمَّ استبدالهما بسائق تويوتا للتحمل «مايك كونواي» و«سيريس توم ديلمان»،  وَفِي التصفيات أصبَح «سيباستيان بويمي» أول سائق يحقق المَركَز الأول مرتين في هَذَا الموسم،  بدأَ السباق بانطلاقة نظيفة وحافظ بويمي على صدارته أمام «جون إريك فيرن» سائق «تيكيتاه»، بَدَأت المعارك الأولى على المضمار. حيثُ حقَّقَ «سيباستيان بويمي» تقدمًا قدره ثانية واحدة، وفقد «استيبان غوتيريز» مركزه الخامس بسبب تباطئه،  وتراجع دي غراسي إلى المَركَز 15 خِلال الانطلاقة.
حاول «لوكاس دي غراسي» التقدم على «أنطونيو فيليكس دا كوستا» في الجولة السادسة عِشرَة، وارتطم دا كوستا بدي غراسي، ورفعت الأعلام الصفراء على كامل المسار،  وانسحب دا كوستا، وتمّكن دي غراسي من إعادة سيارته إلى مِنَصّة الصيانة.
استغل السائقون هَذِه الفَترَة لتبديل سياراتهم، وتوقَّف الجميع مَا عدا روزنكفيست ومايك كونواي، حيثُ أصبحا بالمركزين الأول والثاني المؤقتين، وَكَذَلِك «أوليفر تورفي» بالمَركَز الخامس المؤقت،  وتقدَّم دي غراسي إلى المَركَز الحادي عشر، وَبَعد خروج سيارة الأمان بَدَأت اللفة الـ 24، وتراجع «كونواي» إلى المَركَز السابع عشر، وتقدَّم دي غراسي إلى المَركَز الثامن نتيجة التبديلات في المراكز، وقرر الحكّام تطبيق عقوبة المُرُور في خط الحظائر على دي غراسي بسبب حادثته مَع دا كوستا، وَبَعد تَنفِيذ العقوبة خرج في المَركَز الثامن عشر، وبقيت المراكز مستقرة حتَّى اللفة 34، واقترب «جون إيريك فيرن» من «سيباستيان بويمي» في الجولة 34،  وقضت حادثة جون إريك فيرن على طموحه بالمُنافسة على المَركَز الأول،  ودخلت سيارة الأمان وخرجت في اللفة 38،  بينما سجل دي غراسي أسرع لفة محاولاً الحصول على النقاط الممنوحة لأسرع لفة في السباق، قَبل أن يتعرض لحادثة في اللفة 47، أدَّت لرفع الأعلام الصفراء ودخول سيارة الأمان للمرة الثانيَّة، وانتهى السباق خلف سيارة الأمان للعام الثاني على التوالي. وتمّكن «سيباستيان بويمي» من تَحقِيق فوزه الخامس في الموسم، والحادي عشر في مسيرته. وحقق «سيباستيان بويمي» تقدمًا في بطولة السائقين للموسم بلغَ 43 نقطة.
| +/– | المركز | السائق           | النقاط   |
| --- | ------ | ---------------- | -------- |
|     | 1      | سيباستيان بويمي  | 132      |
|     | 2      | لوكاس دي غراسي   | 89 (−43) |
|     | 3      | Nico Prost       | 58 (−74) |
| 2   | 4      | نيك هيدفيلد      | 47 (−91) |
| 1   | 5      | Jean-Éric Vergne | 40 (−98) |

| +/– | المركز | الفريق         | النقاط    |
| --- | ------ | -------------- | --------- |
|     | 1      | e.Dams-Renault | 190       |
|     | 2      | آبت سبورتسلاين | 115 (−75) |
|     | 3      | Mahindra       | 87 (−103) |
| 1   | 4      | Virgin-Citroën | 63 (−127) |
| 1   | 5      | NextEV NIO     | 48 (−142) |

### الجولتان 7 و8 - برلين

#### السباق الأول

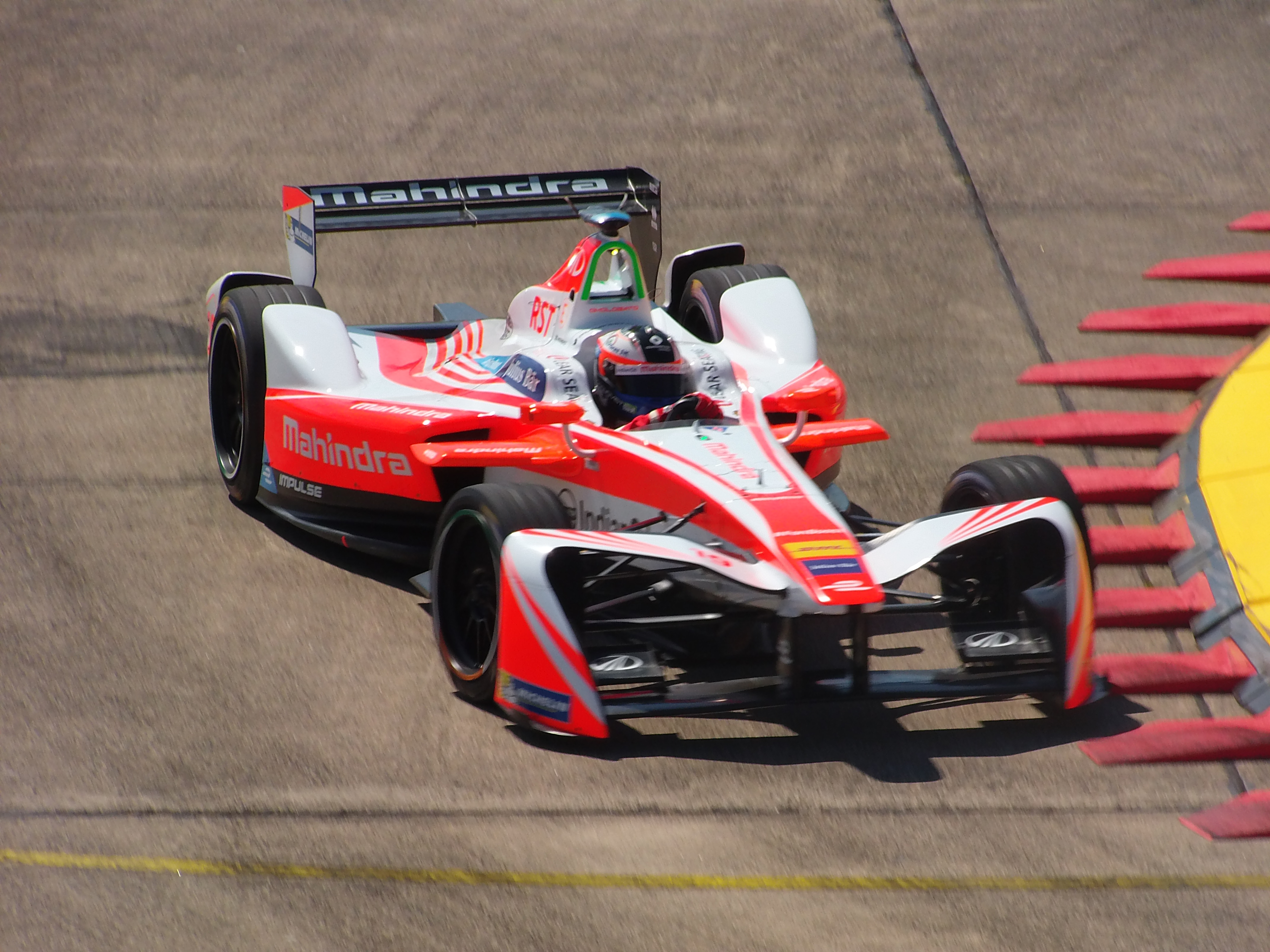
حقق "فيليكس روزينكفيست" أول فوز له في حياته المهنية في أول إي بريكس في برلين. تمت معاقبته بسبب إيقاف حفرة غير آمنة في السباق الثاني.

قَبل أسبوع من انطلاق «برلين إي بريكس» غادر «ستيفان سارازين» فَرِيق فينتوري ليحل محل «استيبان غوتيريز» في فَرِيق «فَرِيق تيكيتاه»، الّذِي شَارَك في «سِلسِلَة إندي كار» بديلًا عَن السائق المصاب سيباستيان بورديه،  وتمّكن لوكاس دي غراسي سائق فَرِيق «أودي أبت» من انتزاع مَركَز أول المُنطلقين في السباق الأول من «برلين إي بريكس»،  وحافظ لوكاس دي غراسي سائق فَرِيق أودي على مَركَز انطلاقه الأول،  وَفِي اللفة 20 بدأَ «فيليكس روزنكفيست» بالضغط على دي غراسي بشكل متواصل، لينجح بتجاوزه في اللفة 22 الّتِي سبقت دخولهما إلى مِنَصّة الصيانة لتبديل سيارتيهما،  وَبَعد خروج السائقين من الصيانة تقدم روزنكفيست للمركز الأول أمام «لوكاس دي غراسي» أَثناء محافظته على الطاقة الكهربائيّة،  وحل «نيك هايدفيلد» في المَركَز الثالث، بينما كَان لوبيز في المَركَز الرابع يتبعه فيرن، وبروست، وبيرد، وأبت، وبويمي بالترتيب.
بدأَ بويمي بمطاردة «أبت» حتَّى تجاوزه في اللفة 28، ومن ثم تجاوز بيرد وزميله بروست إلى المَركَز السادس، وشهدت اللفة 37 اكتفاء دي غراسي وقبوله بالمَركَز الثاني،  وتوقَّف عَن الضغط على «فيليكس روزنكفيست» ليصبح الفارق بحدود 2.5 ثانية بينهما.
وتمّكن «فيليكس روزنكفيست» من تَحقِيق فوزه الأول مَع فَرِيق «ماهيندرا ريسينغ». وحل «لوكاس دي غراسي» في المَركَز الثاني، وحل «نيك هايدفيلد» في المَركَز الثالث، وهي المرة الأولى الّتِي يحقق فِيهَا فَرِيق «ماهيندرا» مركزين ضمنَ أول ثلاثة مَرَاكِز في مِنَصّة التتويج.
| +/– | المركز | السائق            | النقاط    |
| --- | ------ | ----------------- | --------- |
|     | 1      | سيباستيان بويمي   | 132       |
|     | 2      | لوكاس دي غراسي    | 110 (−22) |
|     | 3      | نيكولا بروست      | 68 (−64)  |
| 2   | 4      | فيليكس روزينكفيست | 65 (−67)  |
| 1   | 5      | نيك هيدفيلد       | 52 (−80)  |

| +/– | المركز | الفريق          | النقاط    |
| --- | ------ | --------------- | --------- |
|     | 1      | رينو إي دامس    | 200       |
|     | 2      | آبت سبورتسلاين  | 144 (−56) |
|     | 3      | ماهيندرا        | 127 (−73) |
|     | 4      | فيرجن سيتروين   | 81 (−121) |
|     | 5      | نيكست إي في نيو | 49 (−151) |

#### السباق الثاني
انطلق «سيباستيان بويمي» من المَركَز الثاني خلف «فيليكس روزنكفيست» سائق فَرِيق «ماهيندرا ريسينغ» الّذِي نجح في تَقديم انطلاقة مثالية،  إِذ وصل المنعطف الأول بفارق جيد في الصدارة، وعانى بويمي في اللفة الأولى واحتجز السيَّارات خلفه مَع تقدم روزنكفيست في الصدارة، لكنّه تمكُّن من مطاردة روزنكفيست.
شهد الثلث الأول من السباق مُحاوَلة تجاوز بيرد على زميله لوبيز، لكنّ الأخير دافع بشراسة عَن مركزه وأغلق الباب بشكل عدائي بَعض الشيء مَا دَفع ببيرد إلى الخلف حتَّى المَركَز السابع، بينما استغلّ فيرن اللحظة لتجاوز لوبيز للمركز الثالث،  وتجاوز «دي غراسي» لوبيز إلى المَركَز الرابع خلف فيرن، ليصبح لوبيز سادساً أمام بروست وبيرد.
زميله هايدفيلد - الّذِي تأهل في المَركَز 20 (والأخير) بسبب عطل في جهاز استشعار دواسة الوقود منعه من تسجيل أقصى لفة للطاقة -  اكتشف جاكوار "ميتش إيفانز" وتحديه في المَركَز العاشر بتسجيل النقاط النهائي في اللفة الثالثة عِشرَة. بَدَأت التوقفات الإلزاميّة في اللفة 22، حيثُ شهدت محطّة صيانة فَرِيق ماهيندرا حادثة غريبة تمثلت في إِطلاق روزنكفيست بشكل غير آمن وبسرعة بِهَدَف الخروج أمام بويمي،  إِذ كاد يصطدم بزميله نيك هايدفيلد. بينما تراجع بروست خلف بيرد، ليعود ثنائي «دي.إس فيرجن» خلف بعضهما ولكنَّ بالمركزين السادس والسابع هَذِه المرة.
نجح «دي غراسي» في تجاوز فيرن الّذِي فصل بَين سائقي «أودي أبت» وحاول أبت تجاوز فيرن كَذَلِك لكنّه دافع عَن مركزه بشراسة، قَبل أن يستسلم أخيراً، وظل روزنكفيست متصدرًا،  قَبل أن يبدأ المضيفون التحقيق في حادثة محطّة الصيانة،  وقبيل نهاية السباق، تلقى روزنكفيست عقوبة التوقف عشر ثوانٍ في مِنَصّة الصيانة،  عقب الحادثة الّتِي حصلت في محطّة الفَرِيق خِلال وقفات الصيانة، مَا أهدى الفوز على طبق من ذهب للسويسري «سيباستيان بويمي».
وحقق «سيباستيان بويمي» فوزه السادس في الموسم، والثاني عشر من مسيرته الاحترافية.
| +/– | المركز | السائق                        | النقاط    |
| --- | ------ | ----------------------------- | --------- |
|     | 1      | سيباستيان بويمي               | 157       |
|     | 2      | لوكاس دي غراسي                | 125 (−32) |
| 1   | 3      | فيليكس روزنكفيست [الإنجليزية] | 86 (−71)  |
| 1   | 4      | نيكو بروست                    | 72 (−85)  |
|     | 5      | نيك هيدفيلد                   | 63 (−94)  |

| +/– | المركز | الفريق         | النقاط    |
| --- | ------ | -------------- | --------- |
|     | 1      | رينو إي دامس   | 229       |
|     | 2      | آبت سبورتسلاين | 171 (−58) |
|     | 3      | ماهيندرا       | 149 (−80) |
|     | 4      | فيرجن سيتروين  | 97 (−132) |
| 1   | 5      | تكيتاه رينو    | 57 (−172) |

### الجولتان 9 و10 - مدينة نيويورك

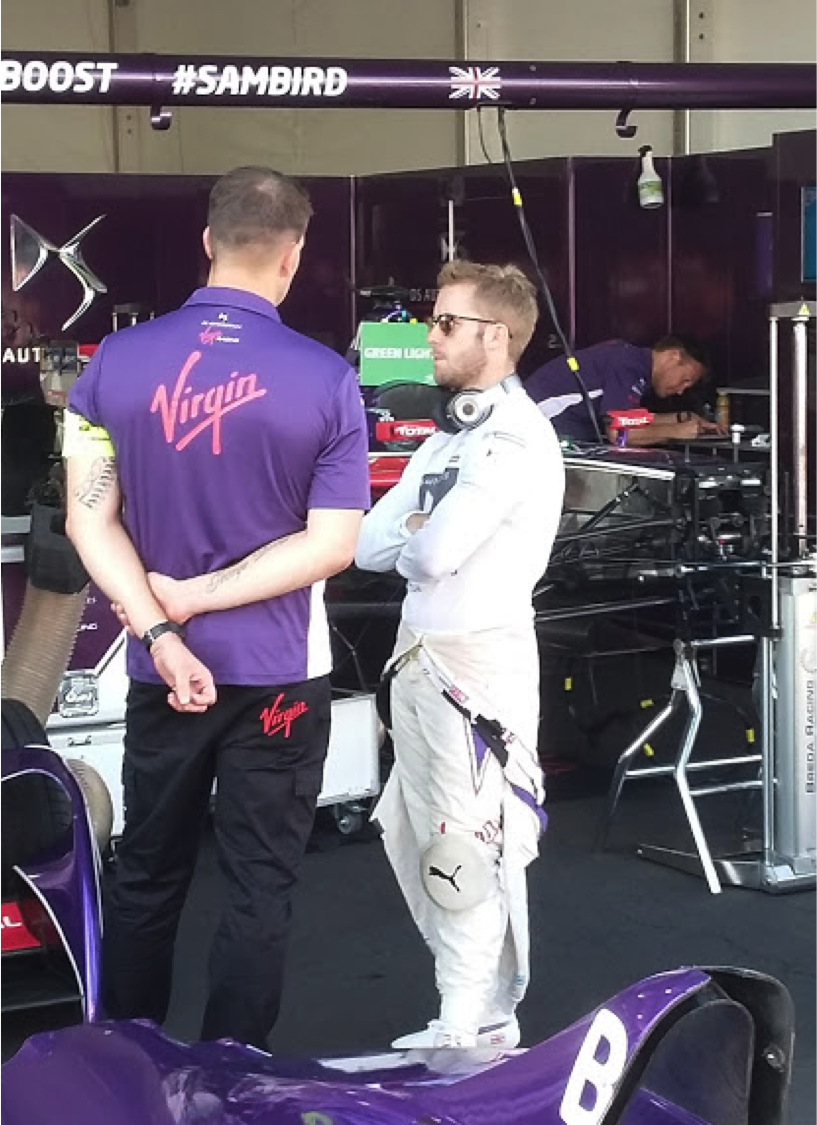
فاز "سام بيرد" (يمين الصورة) بسباقي مدينة نيويورك.

#### السباق الأول
غاب «سيباستيان بويمي» و«خوسيه مَارِيًّا لوبيز» عَن «نِيُويُورك سيتي إي بريكس» بسبب التضارب في المواعيد مَع سباق نوربورغرينغ 6 ساعات في «دبليو إي سي»، وسينضم «بيير غاسلي» بطل «جي بي 2» إلى «رينو إي.دامس» بديلاً عَن سيباستيان بويمي، بينما سيشارك سائق سِلسِلَة جي بي 2 «أليكس لين» بديلاً عَن «خوسيه مَارِيًّا لوبيز»،  في أول سباق للسيّارات في مَدِينَة نِيُويُورك مُنذ عام 1896.
حظي أليكس لين بأفضل بداية في التجارب التأهيلية، وتمّكن من إحراز مَركَز أول المُنطلقين في السباق الأول من البُطولة الكهربائيّة «نِيُويُورك سيتي إي بريكس»،  وَفِي اللفة الأولى قدّم دانيال أبت انطلاقة قوية، وتمكّن من انتزاع الصدارة من أليكس لين صاحب مَركَز أول المُنطلقين عِند المنعطف الأوّل،  بينما تقدّم «سام بيرد» على «جون إيريك فيرن» نَحو المَركَز الثالث، وَفِي اللفّة التّاسِعَة تقدم بيرد على زميله «لين» وبدأ مطاردة المتصدّر أبت،  الّذِي كَان يُعاني من مشكلة في الفرامل،  وَفِي الوَقت ذاته تجاوز هايدفيلد منافسه فيرن.
في اللفة 16 انتزع بيرد الصدارة من «دانيال أبت» بَعد مُحاوَلة جريئة عِند المنعطف الرابع،  وبدأ بتوسيع الفارق بشكلٍ تدريجي،  وَبَعد عدَّة منعطفات انتزع هايدفيلد المَركَز الثالث من أليكس لين قَبل أن يتبعه فيرن، وتراجع مَركَز لين الّذِي يشارك للمرّة الأولى في البُطولة إلى المَركَز الخامس في اللفة 17، وتمّكن فيرن من تجاوز غريمه هايدفيلد وانتزاع المَركَز الثالث في اللفّة 19.
استعاد «دانيال أبت» الصدارة مؤقتًا لدورة واحدة عِند التوقفات الإجباريّة، وَبَعد التوقفات استعاد «سام بيرد» الصدارة، وحل «جون إيريك فيرن» في المَركَز الثاني، وتمكّن «ستيفان سارازين» من التقدّم إلى المَركَز الرابع، بينما تراجع «نيك هايدفيلد» إلى المَركَز الثامن،  وَفِي الوَقت ذاته واصل «فيليكس روزينكفيست» الّذِي انطلق من المَركَز السابع عشر تقدّمه ليصل إلى المَركَز الخامس في اللفّة 24، مستفيدًا من انسحاب «أليكس لين» نتيجة مشكلة في ذراع نَقل الحركة،  وَبَعد تقدّمه المثير ارتكب روزينكفيست خطأ عِند الكبح والتفت سيارته ليصطدم القسم الخلفي مِنهَا بحاجز الإطارات في اللفة 33 مَا تسبّب في إجباره على دخول خطّ الحظائر لتغيير الجناح الخلفي المحطم.
تواصلت معاناة فَرِيق ماهيندرا في اللفّة 37 عَندَمَا أوقف «نيك هايدفيلد» سيارته إلى جَانِب المسار بَعد مواجهته لمشكلة في نِظَام التعليق الخلفي، ودخول سيارة الأمان إلى المسار مَع بقاء 5 لفّات على النهاية، وَبَعد استئناف السباق حافظ بيرد على المَركَز الأوّل أمام فيرن وأبت،  وَفِي بداية اللفة الأخيرة، ارتكب أبت خطأ فادح عِند الكبح، وَعَندَمَا عاد للمسار احتكّ بزميله «دي غراسي» وتسبّب في انسحابه،  وتقدَّم «ستيفان سارازين» إلى المَركَز الثالث، وحاول فيرن تجاوز «سام بيرد» لكنّه لَم يكن قريبًا بِمَا فِيه الكفاية.
تمكّن بيرد من عبور خطّ النهاية أوّلًا أمام فيرن بينما ورث سارازين المَركَز الثالث، وحقق بيرد فوزه الرابع وأصبح أول فائز في سباق «نِيُويُورك سيتي إي بريكس».
| +/– | المركز | السائق                        | النقاط    |
| --- | ------ | ----------------------------- | --------- |
|     | 1      | سيباستيان بويمي               | 157       |
|     | 2      | لوكاس دي غراسي                | 137 (−20) |
|     | 3      | فيليكس روزنكفيست [الإنجليزية] | 86 (−71)  |
|     | 4      | نيكو بروست [الإنجليزية]       | 76 (−81)  |
| 3   | 5      | سام بيرد                      | 63 (−94)  |

| +/– | المركز | الفريق                       | النقاط     |
| --- | ------ | ---------------------------- | ---------- |
|     | 1      | دامس                         | 239        |
|     | 2      | آبت سبورتسلاين               | 183 (−56)  |
|     | 3      | ماهيندرا ريسينغ [الإنجليزية] | 149 (−80)  |
|     | 4      | فيرجن ريسينغ [الإنجليزية]    | 125 (−114) |
|     | 5      | تيكيتاه [الإنجليزية]         | 90 (−149)  |

#### السباق الثاني

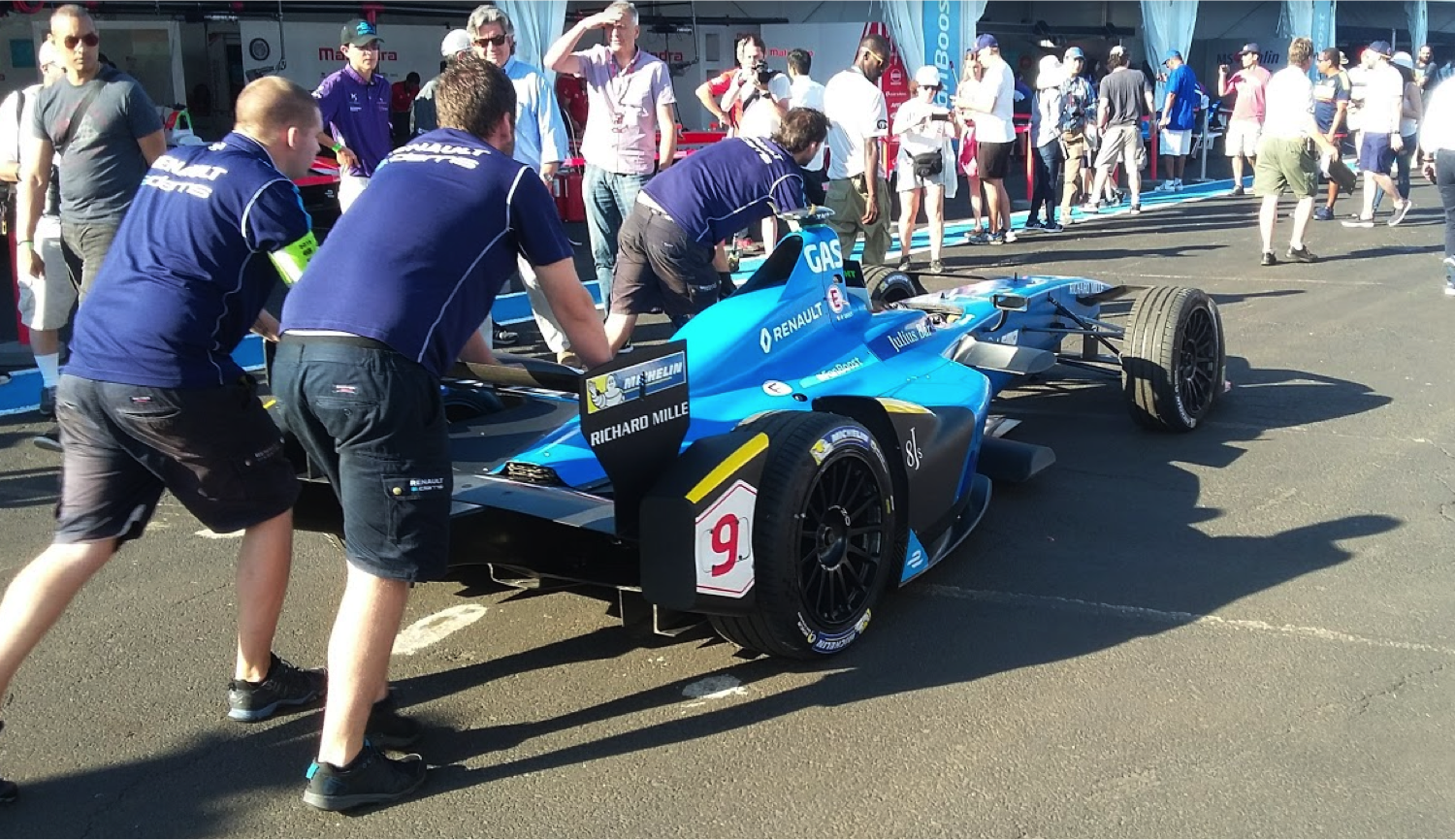
سيارة بيير جاسلي في الحلبة قبل تصفيات الأحد

قدّم روزينكفيست انطلاقة رائعة من المَركَز الثاني مستفيدًا من الخطّ النظيف ليتقدّم على «سام بيرد»،  في المقابل وقع احتكاكٌ بَين أحد السيَّارات المتأخّرة مَع سيارة فيرن مَا تسبّب في بَعض الضّرَر على القسم الخلفي من سيارته،  وتوقَّف فيرن بسبب الضّرَر الّذِي لحق بسيارته، وورث «نيك هايدفيلد» المَركَز الثالث.
ورفعت الأعلام الصفراء في اللفة التّاسِعَة عَندَمَا اصطدم «ميتش إيفانز» بحاجز بالقرب من مدخل ممر الصيانة، وواجه صعوبة في الرجوع إلى الخلف،  وواصل بيرد مطاردة روزينكفيست حتّى اللفّة 11 عَندَمَا انتزع منه المَركَز الأول في مُحاوَلة جريئة للغاية،  وأحرز دي غراسي بَعض التقدّم وتجاوز «أوليفر تورفي» في اللفّة 16 محققًا المَركَز الخامس، وتوقَّف «أليكس لين» في مُنتَصَف السباق بسبب مشكلة فنية، مَا تسبّب في رفع الأعلام الصفراء على كامل المسار. وبقي «سام بيرد» على المسار لدورة إِضافِيَة قَبل أن يتوقف،  وتمكّن من العودة إلى الصدارة، بَعد استئناف السباق مباشرةً.
بقي الترتيب ثابتًا حتّى اللفّة الـ 36 عَندَمَا فسح روزينكفيست المجال لهايدفلد لتجاوزه للمركز الثاني، حيثُ بدا أنّه وَاجَه مشكلة من نوعٍ مَا. ورفع بيرد تقدمه بثانية أُخرى،  وقبل لفّتين من نهاية السباق، أعاد هايدفلد المَركَز الثاني لزميله «فيليكس روزينكفيست»،  ولحق غاسلي بثنائي ماهيندرا روزينكفيست وهايدفلد،  لكنّه اصطدم بِالحواجز الجانبيّة عِند المنعطف الأخير، ليعبر خطّ النهاية رابعًا بَعد أن حطّم نِظَام التعليق الأمامي الأيمن.
وحقق «سام بيرد» فوزه الثاني على التوالي في الموسم، والخامس في مسيرته.
| +/– | المركز | السائق                        | النقاط    |
| --- | ------ | ----------------------------- | --------- |
|     | 1      | سيباستيان بويمي               | 157       |
|     | 2      | لوكاس دي غراسي                | 147 (−10) |
|     | 3      | فيليكس روزنكفيست [الإنجليزية] | 104 (−53) |
| 1   | 4      | سام بيرد                      | 100 (−57) |
| 1   | 5      | نيكولاس بروست [الإنجليزية]    | 84 (−73)  |

| +/– | المركز | الفريق                       | النقاط     |
| --- | ------ | ---------------------------- | ---------- |
|     | 1      | دامس                         | 259        |
|     | 2      | آبت سبورتسلاين               | 194 (−65)  |
|     | 3      | ماهيندرا ريسينغ [الإنجليزية] | 182 (−77)  |
|     | 4      | فيرجن ريسينغ [الإنجليزية]    | 153 (−106) |
|     | 5      | تيكيتاه [الإنجليزية]         | 94 (−165)  |

### الجولتان 11 و12 - مونتريال

#### السباق الأول
تعرض سيباستيان بويمي إلى حادثة كَبِيرَة في المنعطف الأخير خِلال التجارب الحُرّة، وَوَضع فريقه في صراع لإعادة بِنَاء السيارة في أسرغ وَقت قَبل بدء التجارب التأهيلية مساء اليوم ذاته،  وَفِي التجارب الحُرّة الثانيَّة ارتطم بويمي بالجدار خِلال المنعطف الأخير للمسار مَا أدَّى إلى تضرر سيارته بشدَّة، وأجبرت حادثة بويمي فريقه على تغيير البطّارية، وتكبَّد عقوبة التراجع عِشرَة مَرَاكِز من المَركَز الثاني وفق اللوائح التقنيَّة للبطولة الكهربائيّة.
حقّق دي غراسي انطلاقة جَيِدَة سمحت لَه بالمُحافظة على مركزه الأوّل،  عكس منافسه على البُطولة بويمي الّذِي تراجع إلى المَركَز 17 مَع نهاية اللّفة الأولى،  وَفِي الجولة 14،  رُفعت الأعلام الصفراء في الحلبة بَعد تعرض «نيك هايدفيلد» لحادث دَفع العديد من السائقين إلى الدخول لمنطقة الصيانة لتغيير سياراتهم.
بَعد خروج بويمي من مِنطَقَة الصيانة اصطدم بِه «دانيال أبت» من الخلف مَا أزعج السويسري كثيرًا، إلّا أنّ الإعادة أظهرت تخفيف سائق «رينو إي دامس» من سرعته، وأظهرت الإعادة الخروج غير الآمِن لبويمي من مِنطَقَة الصيانة،  ونجح بويمي في إكمال تقدمه متجاوزًا أوليفر تورفي وميتش إيفانز ليحتلّ المَركَز السادس في الثلث الأخير من السباق، وفقد خوسيه مَارِيًّا لوبيز السيطرة على الجزء الخلفي من سيارته في الجولة 24،  ليصطدم بالحائط عِند المنعطف الأخير مَا أدّى إلى دخول سيارة الأمان،  وَبَعد استئناف السباق وسحب سيارة الأمان،  أفسح نيكولا بروست الطريق لبيومي مَا سهّل من تقدّمه للمركز الخامس، وتقدَّم للمركز الرابع عقب الحادث الّذِي تعرّض لَه فيليكس روزينكفيست عقب خروجه من المنعطف الأخير، واقترب «جون إيريك فيرن» من «لوكاس دي غراسي» في آخر لفتين.
أصبَح «دي غراسي» المتصدر الجَدِيد للبطولة،  وحصل «جون إريك فيرن» على المَركَز الثاني أمام زميله سارازين، المَركَز الخامس كَان من نصيب أبت الّذِي دخلَ في جدال عقب نهاية السباق مَع صاحب المَركَز الرابع بويمي، بينما جاء سام بيرد في المَركَز السادس أمام بروست.
| +/– | المركز | السائق                        | النقاط    |
| --- | ------ | ----------------------------- | --------- |
| 1   | 1      | لوكاس دي غراسي                | 175       |
| 1   | 2      | سيباستيان بويمي               | 157 (−18) |
| 1   | 3      | سام بيرد                      | 110 (−65) |
| 1   | 4      | فيليكس روزنكفيست [الإنجليزية] | 106 (−69) |
| 1   | 5      | جان إيريك فيرجين [الإنجليزية] | 92 (−83)  |

| +/– | المركز | الصانع                       | النقاط     |
| --- | ------ | ---------------------------- | ---------- |
|     | 1      | دامس                         | 267        |
|     | 2      | آبت سبورتسلاين               | 234 (−33)  |
|     | 3      | ماهيندرا ريسينغ [الإنجليزية] | 184 (−83)  |
|     | 4      | فيرجن ريسينغ [الإنجليزية]    | 163 (−104) |
|     | 5      | تيكيتاه [الإنجليزية]         | 127 (−140) |

#### السباق الثاني

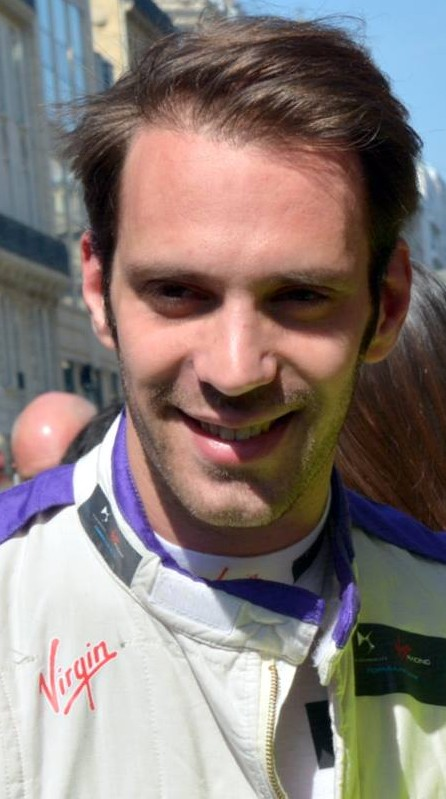
حقق "جون إيريك فيرن" أول فوز له في سباق السيارات في سباق مونتريال الثاني منذ سلسلة فورمولا رينو 3.5 لعام 2011.

في التجارب التأهيليّة لسباق مونتريال الثاني، احتل «فيليكس روزينكفيست» المَركَز الثالث مَع «سام بيرد» في المَركَز الثاني. احتل «لوكاس دي غراسي» المَركَز الخامس، بينما أدَّى خطأ في القيادة إلى تقييد «سيباستيان بويمي» إلى المَركَز 13.
قدّم «فيليكس روزينكفيست» انطلاقة جيّدة وحافظ على الصدارة أمام فيرن وبيرد،  وسُرعان مَا وَاجَه بويمي بَعض الضّرَر في القسم الخلفي من سيارته، وطُلب منه التوقّف لنزع الجزء المنفصل من الهيكل الخارجي،  وتراجع بويمي للمركز الأخير، واستعاد «بيرد» المَركَز الثالث من هايدفيلد في اللفّة 13، في الوَقت ذاته كَان روزينكفيست المتصدّر يرزح تحت ضغطٍ قويٍ من فيرن.
كسب روزينكفيست 6 ثوانٍ إضافيّة أمام فيرن بَعد اكتمال سِلسِلَة التوقّفات، لكنّ الأخير كَان يتمتّع بطاقة أعلى سمحت لَه بالضغط أَكثَر خِلال النصف الثاني من السباق،  وَبَعد تقليصه الفارق على مدار عدّة لفّات،  تمكّن فيرن من انتزاع الصدارة من روزينكفيست في اللفّة 30 مستغلًا عَمَل سائق ماهيندار على الحفاظ على الطاقة من أَجَل إكمال السباق.
تمكّن «خوسيه مَارِيًّا لوبيز» من انتزاع المَركَز الثالث من زميله بيرد وبدأ بمحاولة اللحاق بروزينكفيست مَع بقاء 7 لفّات،  وبقي الترتيب ثابتًا إلى حِين بقاء لفّتين على النهاية عَندَمَا تعرّض لويك دوفال لحادث تسبّب في رفع الأعلام الصفراء، وحُسمت المعركة على الصدارة وحقق فيرن فوزه الأوّل في البُطولة،  واحتل «لوكاس دي غراسي» المَركَز السابع،  وجاء «سيباستيان بويمي» في المَركَز 11، وحصل «نيكولا بروست» على نقطة انفراديَّة لأسرع لفة.
| +/– | المركز | السائق                        | النقاط    |
| --- | ------ | ----------------------------- | --------- |
|     | 1      | لوكاس دي غراسي                | 181       |
|     | 2      | سيباستيان بويمي               | 157 (−24) |
| 1   | 3      | فيليكس روزنكفيست [الإنجليزية] | 127 (−54) |
| 1   | 4      | سام بيرد                      | 122 (−58) |
|     | 5      | جان إيريك فيرجين [الإنجليزية] | 117 (−64) |

| +/– | المركز | الصانع                       | النقاط     |
| --- | ------ | ---------------------------- | ---------- |
|     | 1      | دامس                         | 268        |
|     | 2      | آبت سبورتسلاين               | 248 (−20)  |
|     | 3      | ماهيندرا ريسينغ [الإنجليزية] | 215 (−53)  |
|     | 4      | فيرجن ريسينغ [الإنجليزية]    | 190 (−78)  |
|     | 5      | تيكيتاه [الإنجليزية]         | 156 (−112) |

## النتائج والترتيب

### إي بريكس
| الجولة   | السباق      | أول المنطلقين                 | أسرع لفة                      | السائق الفائز                 | الفريق الفائز                | التقرير |
| -------- | ----------- | ----------------------------- | ----------------------------- | ----------------------------- | ---------------------------- | ------- |
| 1        | هونج كونج   | نيلسون بيكيه جونيور           | فيليكس روزنكفيست [الإنجليزية] | سيباستيان بويمي               | دامس                         | التقرير |
| 2        | مراكش       | فيليكس روزنكفيست [الإنجليزية] | لويك دوفال                    | سيباستيان بويمي               | دامس                         | التقرير |
| 3        | بوينس آيرس  | لوكاس دي غراسي                | فيليكس روزنكفيست [الإنجليزية] | سيباستيان بويمي               | دامس                         | التقرير |
| 4        | مكسيكو سيتي | أوليفر تورفي [الإنجليزية]     | سيباستيان بويمي               | لوكاس دي غراسي                | آبت سبورتسلاين               | التقرير |
| 5        | موناكو      | سيباستيان بويمي               | سام بيرد                      | سيباستيان بويمي               | دامس                         | التقرير |
| 6        | باريس       | سيباستيان بويمي               | سام بيرد                      | سيباستيان بويمي               | دامس                         | التقرير |
| 7        | برلين       | لوكاس دي غراسي                | ميتش إيفانز                   | فيليكس روزنكفيست [الإنجليزية] | ماهيندرا ريسينغ [الإنجليزية] | التقرير |
| 8        | برلين       | فيليكس روزنكفيست [الإنجليزية] | مارو إنغل [الإنجليزية]        | سيباستيان بويمي               | دامس                         | التقرير |
| 9        | نيويورك     | أليكس لين                     | مارو إنغل [الإنجليزية]        | سام بيرد                      | فيرجن ريسينغ [الإنجليزية]    | التقرير |
| 10       | نيويورك     | سام بيرد                      | دانيال أبت [الإنجليزية]       | سام بيرد                      | فيرجن ريسينغ [الإنجليزية]    | التقرير |
| 11       | مونتريال    | لوكاس دي غراسي                | لويك دوفال                    | لوكاس دي غراسي                | آبت سبورتسلاين               | التقرير |
| 12       | مونتريال    | فيليكس روزنكفيست [الإنجليزية] | نيكو بروست [الإنجليزية]       | جان إيريك فيرجين [الإنجليزية] | تيكيتاه [الإنجليزية]         | التقرير |
| المصادر: |             |                               |                               |                               |                              |         |

### ترتيب السائقين
تم منح النقاط إلى أفضل عشرة متسابقين مصنفين في كل سباق، وبادئ المركز الأول، والسائق الذي حدد أسرع لفة، باستخدام الهيكل التالي:
| الموقع | الأول | الثاني | الثالث | الرابع | الخامس | السادس | السابع | الثامن | التاسع | العاشر | أول المنطلقين | أسرع لفة | المرجع  |
| نقاط   | 25    | 18     | 15     | 12     | 10     | 8      | 6      | 4      | 2      | 1      | 3             | 1        | [ 158 ] |

| المركز  | السائق                        | هونج كونج | مراكش | بوينس ايرس | مكسيكو سيتي | موناكو | باريس | برلين  | برلين | نيويورك | نيويورك | مونتريال | مونتريال | نقاط |
| ------- | ----------------------------- | --------- | ----- | ---------- | ----------- | ------ | ----- | ------ | ----- | ------- | ------- | -------- | -------- | ---- |
| 1       | لوكاس دي غراسي                | 2*        | 5*    | 3*         | 1*          | 2*     | ل.ين* | 2*     | 3*    | 4*      | 5*      | 1*       | 7*       | 181  |
| 2       | سيباستيان بويمي               | 1*        | 1*    | 1*         | 13*         | 1*     | 1*    | ج.م.أ* | 1*    |         |         | ج.م.أ*   | 11*      | 157  |
| 3       | فيليكس روزنكفيست [الإنجليزية] | 15        | 3     | 18         | 16†         | 6      | 4     | 1      | 2     | 15      | 2       | 9        | 2        | 127  |
| 4       | سام بيرد                      | 13        | 2     | ل.ين       | 3           | ل.ين   | 16    | 7      | 7     | 1       | 1       | 5        | 4        | 122  |
| 5       | جان إيريك فيرجين [الإنجليزية] | ل.ين      | 8     | 2          | 2           | ل.ين   | ل.ين  | 8      | 6     | 2*      | 8       | 2*       | 1        | 117  |
| 6       | نيكو بروست                    | 4         | 4     | 4          | 5           | 9      | 5     | 5      | 8     | 8       | 6       | 6        | ل.ين     | 93   |
| 7       | نيك هيدفيلد                   | 3         | 9     | 15         | 12          | 3      | 3     | 3      | 10    | ل.ين    | 3*      | ل.ين     | 5        | 88   |
| 8       | دانيال أبت [الإنجليزية]       | ل.ين      | 6*    | 7*         | 7*          | 7      | 13†*  | 6*     | 4*    | 14†*    | ل.ين*   | 4        | 6*       | 67   |
| 9       | خوسيه ماريا لوبيز             | ل.ين*     | 10    | 10         | 6           | ل.ين   | 2     | 4      | 5     |         |         | ل.ين     | 3        | 65   |
| 10      | ستيفان سارازين                | 10        | 12    | 12         | 15          | 15†*   | 10    | 11     | 14    | 3       | 12†     | 3        | 8        | 36   |
| 11      | نيلسون بيكيه جونيور           | 11        | 16    | 5          | 9           | 4      | 7     | 12     | 12    | 11      | 16†     | 13       | 16       | 33   |
| 12      | أوليفر تورفي [الإنجليزية]     | 8         | 7     | 9          | ل.ين        | 13†    | 12    | 10     | 9     | 6       | 14      | 15       | 17       | 26   |
| 13      | روبن فرينز                    | 6         | 11    | 14         | 11          | 12     | 6     | 17     | 18    | 9       | 9       | 8        | 13       | 24   |
| 14      | ميتش إيفانز                   | ل.ين      | 17    | 13         | 4           | 10     | 9     | ل.ين   | 17    | ن.غ.م   | ل.ين    | 7        | 12       | 22   |
| 15      | لويك دوفال                    | 14        | 18    | 6          | ل.ين        | ن.غ.م  |       | 15     | ل.ين  | 5       | 13†     | ل.ين     | 19†      | 20   |
| 16      | بيير جاسلي                    |           |       |            |             |        |       |        |       | 7       | 4       |          |          | 18   |
| 17      | مارو إنغل [الإنجليزية]        | 9         | ن.غ.م | ن.غ.م      | ل.ين        | 5      |       | 9      | ن.غ.م | ن.غ.م   | ل.ين    | 12       | 18       | 16   |
| 18      | جيروم دامبروسيو               | 7         | 13    | 8          | 14          | ل.ين   | ل.ين  | 13     | 13    | ل.ين    | 10      | 11       | 9        | 13   |
| 19      | توم ديلمان                    |           |       |            |             |        | 8     | 18     | 15    | 13      | 7       | 10       | 10       | 12   |
| 20      | أنطونيو فيليكس دا كوستا       | 5         | ل.ين  | 11         | ل.ين        | 11     | ل.ين  | 16     | 11    | 12      | 15      | 14       | 15       | 10   |
| 21      | آدم كارول                     | 12        | 14    | 17         | 8           | 14     | 15    | 14     | 16    | 10      | 11      | 16       | 14       | 5    |
| 22      | استيبان غوتييريس              |           |       |            | 10          | 8      | 11    |        |       |         |         |          |          | 5    |
| 23      | أليكس لين                     |           |       |            |             |        |       |        |       | ل.ين    | ل.ين    |          |          | 3    |
| 24      | مايك كونواي                   |           |       |            |             |        | 14    |        |       |         |         |          |          | 0    |
| 25      | ما تشينغهوا                   | ل.ين      | 15    | 16         |             |        |       |        |       |         |         |          |          | 0    |
| المركز  | السائق                        | هونج كونج | مراكش | بوينس ايرس | مكسيكو سيتي | موناكو | باريس | برلين  | برلين | نيويورك | نيويورك | مونتريال | مونتريال | نقاط |
| المصدر: |                               |           |       |            |             |        |       |        |       |         |         |          |          |      |

| اللون  | النتيجة                            |
| ------ | ---------------------------------- |
| ذهبي   | فائز                               |
| فضي    | المركز الثاني                      |
| برونزي | المركز الثالث                      |
| أخضر   | نهاية بنقاط                        |
| أزرق   | نهاية بدون نقاط                    |
| أزرق   | نهاية غير مصنفة (ن.غ.م)            |
| بنفسجي | لم ينهي (ل.ين)                     |
| أحمر   | لم يتأهل (ل.يت)                    |
| أحمر   | لم يجتز مرحلة ما قبل التأهل (ل.يج) |
| أسود   | جرّد من الأهلية (ج.م.أ)             |
| أبيض   | لم يبدأ (ل.يب)                     |
| أبيض   | انسحب (ان)                         |
| أبيض   | ألغي السباق (ألغي)                 |
| فارغ   | لم يشارك (ل.يش)                    |
| فارغ   | استبعد (اس)                        |

ملاحظات
† – لم ينه السائقون السباق لكنهم أكملوا أكثر من 90% من مسافة السباق.

### ترتيب الفرق
| المركز  | الفريق                          | رقم السيارة | هونج كونج | مراكش | بوينس ايرس | مكسيكو سيتي | موناكو | باريس | برلين | برلين | نيويورك | نيويورك | مونتريال | مونتريال | النقاط |
| ------- | ------------------------------- | ----------- | --------- | ----- | ---------- | ----------- | ------ | ----- | ----- | ----- | ------- | ------- | -------- | -------- | ------ |
| 1       | دامس                            | 8           | 4         | 4     | 4          | 5           | 9      | 5     | 5     | 8     | 8       | 6       | 6        | ل.ين     | 268    |
| 1       | دامس                            | 9           | 1         | 1     | 1          | 13          | 1      | 1     | ج.م.أ | 1     | 7       | 4       | ج.م.أ    | 11       | 268    |
| 2       | آبت سبورتسلاين                  | 11          | 2         | 5     | 3          | 1           | 2      | ل.ين  | 2     | 3     | 4       | 5       | 1        | 7        | 248    |
| 2       | آبت سبورتسلاين                  | 66          | ل.ين      | 6     | 7          | 7           | 7      | 13†   | 6     | 4     | 14†     | ل.ين    | 4        | 6        | 248    |
| 3       | ماهيندرا ريسينغ [الإنجليزية]    | 19          | 15        | 3     | 18         | 16†         | 6      | 4     | 1     | 2     | 15      | 2       | 9        | 2        | 215    |
| 3       | ماهيندرا ريسينغ [الإنجليزية]    | 23          | 3         | 9     | 15         | 12          | 3      | 3     | 3     | 10    | ل.ين    | 3       | ل.ين     | 5        | 215    |
| 4       | فيرجن ريسينغ [الإنجليزية]       | 2           | 13        | 2     | ل.ين       | 3           | ل.ين   | 16    | 7     | 7     | 1       | 1       | 5        | 4        | 190    |
| 4       | فيرجن ريسينغ [الإنجليزية]       | 37          | ل.ين*     | 10    | 10         | 6           | ل.ين   | 2     | 4     | 5     | ل.ين    | ل.ين    | ل.ين     | 3        | 190    |
| 5       | تيكيتاه [الإنجليزية]            | 25          | ل.ين      | 8     | 2          | 2           | ل.ين   | ل.ين  | 8     | 6     | 2       | 8       | 2        | 1        | 156    |
| 5       | تيكيتاه [الإنجليزية]            | 33          | ل.ين      | 15    | 16         | 10          | 8      | 12    | 11    | 14    | 3       | 12†     | 3        | 8        | 156    |
| 6       | نيو                             | 3           | 11        | 16    | 5          | 9           | 4      | 7     | 12    | 12    | 11      | 16†     | 13       | 16       | 59     |
| 6       | نيو                             | 88          | 8         | 7     | 9          | ل.ين        | 13†    | 11    | 10    | 9     | 6       | 14      | 15       | 17       | 59     |
| 7       | أندريتي أوتوسبورت               | 27          | 6         | 11    | 14         | 11          | 12     | 6     | 17    | 18    | 9       | 9       | 8        | 13       | 34     |
| 7       | أندريتي أوتوسبورت               | 28          | 5         | ل.ين  | 11         | ل.ين        | 11     | ل.ين  | 16    | 11    | 12      | 15      | 14       | 15       | 34     |
| 8       | دراغون ريسينغ                   | 6           | 14        | 18    | 6          | ل.ين        | ن.غ.م  | 14    | 15    | ل.ين  | 5       | 13†     | ل.ين     | 19†      | 33     |
| 8       | دراغون ريسينغ                   | 7           | 7         | 13    | 8          | 14          | ل.ين   | ل.ين  | 13    | 13    | ل.ين    | 10      | 11       | 9        | 33     |
| 9       | فرنوري جراند براكس [الإنجليزية] | 4           | 10        | 12    | 12         | 15          | 15†    | 10    | 18    | 15    | 13      | 7       | 10       | 10       | 30     |
| 9       | فرنوري جراند براكس [الإنجليزية] | 5           | 9         | ن.غ.م | ن.غ.م      | ل.ين        | 5      | 8     | 9     | ن.غ.م | ن.غ.م   | ل.ين    | 12       | 18       | 30     |
| 10      | جاغوار ريسينغ                   | 20          | ل.ين      | 17    | 13         | 4           | 10     | 9     | ل.ين  | 17    | ن.غ.م   | ل.ين    | 7        | 12       | 27     |
| 10      | جاغوار ريسينغ                   | 47          | 12        | 14    | 17         | 8           | 14     | 15    | 14    | 16    | 10      | 11      | 16       | 14       | 27     |
| المركز  | الفريق                          | رقم السيارة | هونج كونج | مراكش | بوينس ايرس | مكسيكو سيتي | موناكو | باريس | برلين | برلين | نيويورك | نيويورك | مونتريال | مونتريال | النقاط |
| المصدر: |                                 |             |           |       |            |             |        |       |       |       |         |         |          |          |        |

| اللون  | النتيجة                            |
| ------ | ---------------------------------- |
| ذهبي   | فائز                               |
| فضي    | المركز الثاني                      |
| برونزي | المركز الثالث                      |
| أخضر   | نهاية بنقاط                        |
| أزرق   | نهاية بدون نقاط                    |
| أزرق   | نهاية غير مصنفة (ن.غ.م)            |
| بنفسجي | لم ينهي (ل.ين)                     |
| أحمر   | لم يتأهل (ل.يت)                    |
| أحمر   | لم يجتز مرحلة ما قبل التأهل (ل.يج) |
| أسود   | جرّد من الأهلية (ج.م.أ)             |
| أبيض   | لم يبدأ (ل.يب)                     |
| أبيض   | انسحب (ان)                         |
| أبيض   | ألغي السباق (ألغي)                 |
| فارغ   | لم يشارك (ل.يش)                    |
| فارغ   | استبعد (اس)                        |

ملاحظات
† – لم ينه السائقون السباق لكنهم أكملوا أكثر من 90% من مسافة السباق.

## روابط خارجية
- الموقع الرسمي للاتحاد الدولي للسيارات